# Casa de Orange-Nassau
A Casa de Orange-Nassau (em neerlandês Oranje-Nassau) desempenhou um papel central na vida política dos Países Baixos desde Guilherme I de Orange (também cognominado de "Guilherme, o Taciturno" e "Pai da Pátria"), que liderou a revolta neerlandesa contra a jurisdição espanhola.

## Historicamente
Os Nassau saíram do que hoje é a Suíça. Ter-se-iam estabelecido na região do médio Reno, entre os vales do Meno, do Lahn e do Sieg, na segunda metade do século VIII. Pretendeu-se também que o ancestral fundador seria um nobre romano que acompanhava Júlio César na Campanha da Gália.
No século XII um certo Dudo-Henry de Laurenburg e Nassau (que teria morrido em 1117 ou 1124) era Conde de Idstein, Conde de Lauremburgo em 1093, no século XII chamados Condes de Nassau. Dizia-se filho de Drutwin ou Trutwin, senhor de Lipporn. Há divergência quanto ao casamento:  há historiadores que o dizem casado com Irmgarda, filha de Luís II, Conde de Arnstein, tendo dois filhos; outros, casado com Anastácia, filha de Luís II, Conde de Arnstein. Dele descendem os condes de Lauemburgo, que tinham castelo na ribeira do Lahn, vizinhanças de Limburgo. No século XII construíram outra cidade, Nassau, na margem esquerda do rio, terras reivindicadas também pelo Bispo de Worms. A disputa só se resolveu quando  os Lauemburgo foram transferidos para a jurisdição do arcebispo de Tréveris que lhes concedeu a posse do novo castelo onde se instalaram doravante os chefes da família.

## Henrique II
Henrique II (1180 ou 1190-1254) apelidado o Rico, co-Conde de Nassau 1198-1239, Conde de Nassau-Wiesbaden 1239-1249, quando abdicou, mandou construir o castelo de Dillenburgo, à beira do rio Dill, afluente do Lahn (hoje em Hessen, na atual Alemanha).  Dillenburgo se tornou a sede da dinastia. Ali nasceriam o mais ilustre deles, Guilherme o Silencioso, ou o Taciturno. Casou em 1221 com Matilde da Guéldria (morta em 1288) filha de Oto II, Conde da Guéldria e de Zutphen. Dividiu as terras entre os filhos. Seus descendentes bifurcaram-se no ramo walramiano, que herdou as terras ao sul do Lahn, e no ramo otoniano, que herdou a área ao norte do Lahn, inclusive Siegen e Dillenburgo. Em 12 de dezembro de 1255 seu descendente Walram fundou a linha Nassau-Weilburgo (de onde sairá Adolfo de Nassau, eleito no século XIII Imperador contra um candidato Habsburgo), seu outro descendente Oto I de Nassau fundou a Linha Nassau-Dillenburgo.
No final da Guerra dos Oitenta Anos, levou à independência dos Países Baixos.
Apesar de os Países Baixos terem optado pelo regime republicano, o comando do país continuou nas mãos dos Orange-Nassau na função de Stadholder, cargo que no século XVIII tornou hereditário para a Casa de Orange-Nassau até serem derrubados pela onda revolucionária que varreu a Europa após a Revolução Francesa.
Com a restauração em 1813 o Príncipe Guilherme VI de Orange-Nassau tornou-se Príncipe Soberano dos Países Baixos e, em 1815, Rei do Reino Unido dos Países Baixos.

## Árvore genealógica
| João V, conde de Nassau-Dietz, 1455-1516, Stadholder de Gelderland | João V, conde de Nassau-Dietz, 1455-1516, Stadholder de Gelderland | João V, conde de Nassau-Dietz, 1455-1516, Stadholder de Gelderland                                                                        | João V, conde de Nassau-Dietz, 1455-1516, Stadholder de Gelderland                                                                        | João V, conde de Nassau-Dietz, 1455-1516, Stadholder de Gelderland                                                                        | João V, conde de Nassau-Dietz, 1455-1516, Stadholder de Gelderland                                                                        | | | | | | |                                                                                             |                                                                                             |                                                                                             |                                                                                             | | | | | | |                                                                                                 |                                                                                                 | João IV, Príncipe de Orange, 1475-1502 | João IV, Príncipe de Orange, 1475-1502 | João IV, Príncipe de Orange, 1475-1502 | João IV, Príncipe de Orange, 1475-1502 | João IV, Príncipe de Orange, 1475-1502 | João IV, Príncipe de Orange, 1475-1502 | | | | | | | | |                                                                                                |                                                                                                |                                                                                                |                                                                                                |                                                                                      |                                                                                      |                                                                                      |                                                                                      | | | | | | | | | | | | | | |                                                                                               |                                                                                               |                                                                                               |                                                                                               |                                                                                               |                                                                                               |                                                                                                   |                                                                                                   |                                                                                                   |                                                                                                   |                                                                                                   |                                                                                                   |                                                      |                                                      | | | | | | |  |  |  |  |  |  |  |  |  |  |  |  |  |  |  |  |  |  |  |  |  |  |  |  |  |  |  |  |  |  |  |  |  |  |  |  |  |  |  |  |  |  |  |  |  |  |  |  |  |  |  |  |
| João V, conde de Nassau-Dietz, 1455-1516, Stadholder de Gelderland | João V, conde de Nassau-Dietz, 1455-1516, Stadholder de Gelderland | João V, conde de Nassau-Dietz, 1455-1516, Stadholder de Gelderland                                                                        | João V, conde de Nassau-Dietz, 1455-1516, Stadholder de Gelderland                                                                        | João V, conde de Nassau-Dietz, 1455-1516, Stadholder de Gelderland                                                                        | João V, conde de Nassau-Dietz, 1455-1516, Stadholder de Gelderland                                                                        | | | | | | |                                                                                             |                                                                                             |                                                                                             |                                                                                             | | | | | | |                                                                                                 |                                                                                                 | João IV, Príncipe de Orange, 1475-1502 | João IV, Príncipe de Orange, 1475-1502 | João IV, Príncipe de Orange, 1475-1502 | João IV, Príncipe de Orange, 1475-1502 | João IV, Príncipe de Orange, 1475-1502 | João IV, Príncipe de Orange, 1475-1502 | | | | | | | | |                                                                                                |                                                                                                |                                                                                                |                                                                                                |                                                                                      |                                                                                      |                                                                                      |                                                                                      | | | | | | | | | | | | | | |                                                                                               |                                                                                               |                                                                                               |                                                                                               |                                                                                               |                                                                                               |                                                                                                   |                                                                                                   |                                                                                                   |                                                                                                   |                                                                                                   |                                                                                                   |                                                      |                                                      | | | | | | |  |  |  |  |  |  |  |  |  |  |  |  |  |  |  |  |  |  |  |  |  |  |  |  |  |  |  |  |  |  |  |  |  |  |  |  |  |  |  |  |  |  |  |  |  |  |  |  |  |  |  |  |
|                                                                    |                                                                    | | | | | | | | | | |                                                                                             |                                                                                             |                                                                                             |                                                                                             | | | | | | |                                                                                                 |                                                                                                 | | | | | | | | | | | | | | |                                                                                                |                                                                                                |                                                                                                |                                                                                                |                                                                                      |                                                                                      |                                                                                      |                                                                                      | | | | | | | | | | | | | | |                                                                                               |                                                                                               |                                                                                               |                                                                                               |                                                                                               |                                                                                               |                                                                                                   |                                                                                                   |                                                                                                   |                                                                                                   |                                                                                                   |                                                                                                   |                                                      |                                                      | | | | | | |  |  |  |  |  |  |  |  |  |  |  |  |  |  |  |  |  |  |  |  |  |  |  |  |  |  |  |  |  |  |  |  |  |  |  |  |  |  |  |  |  |  |  |  |  |  |  |  |  |  |  |  |
|                                                                    |                                                                    | | | | | | | | | | |                                                                                             |                                                                                             |                                                                                             |                                                                                             | | | | | | |                                                                                                 |                                                                                                 | | | | | | | | | | | | | | |                                                                                                |                                                                                                |                                                                                                |                                                                                                |                                                                                      |                                                                                      |                                                                                      |                                                                                      | | | | | | | | | | | | | | |                                                                                               |                                                                                               |                                                                                               |                                                                                               |                                                                                               |                                                                                               |                                                                                                   |                                                                                                   |                                                                                                   |                                                                                                   |                                                                                                   |                                                                                                   |                                                      |                                                      | | | | | | |  |  |  |  |  |  |  |  |  |  |  |  |  |  |  |  |  |  |  |  |  |  |  |  |  |  |  |  |  |  |  |  |  |  |  |  |  |  |  |  |  |  |  |  |  |  |  |  |  |  |  |  |
|                                                                    |                                                                    | Willem o Rico, conde de Nassau-Dillenburg 1487- 1559                                                                                      | Willem o Rico, conde de Nassau-Dillenburg 1487- 1559                                                                                      | Willem o Rico, conde de Nassau-Dillenburg 1487- 1559                                                                                      | Willem o Rico, conde de Nassau-Dillenburg 1487- 1559                                                                                      | Willem o Rico, conde de Nassau-Dillenburg 1487- 1559                                                                                      | Willem o Rico, conde de Nassau-Dillenburg 1487- 1559                                                                                      | | | | |                                                                                             |                                                                                             |                                                                                             |                                                                                             | | | Henrique III, conde de Nassau-Breda 1483-1538 | Henrique III, conde de Nassau-Breda 1483-1538 | Henrique III, conde de Nassau-Breda 1483-1538 | Henrique III, conde de Nassau-Breda 1483-1538 | Henrique III, conde de Nassau-Breda 1483-1538                                                   | Henrique III, conde de Nassau-Breda 1483-1538                                                   | | | Cláudia de Châlon 1498–1521 | Cláudia de Châlon 1498–1521 | Cláudia de Châlon 1498–1521 | Cláudia de Châlon 1498–1521 | Cláudia de Châlon 1498–1521                                                                                | Cláudia de Châlon 1498–1521                                                                                | | | | | | |                                                                                                |                                                                                                | Filiberto de Châlon, Príncipe de Orange, 1502-1530                                             | Filiberto de Châlon, Príncipe de Orange, 1502-1530                                             | Filiberto de Châlon, Príncipe de Orange, 1502-1530                                   | Filiberto de Châlon, Príncipe de Orange, 1502-1530                                   | Filiberto de Châlon, Príncipe de Orange, 1502-1530                                   | Filiberto de Châlon, Príncipe de Orange, 1502-1530                                   | | | | | | | | | | | | | | |                                                                                               |                                                                                               |                                                                                               |                                                                                               |                                                                                               |                                                                                               |                                                                                                   |                                                                                                   |                                                                                                   |                                                                                                   |                                                                                                   |                                                                                                   |                                                      |                                                      | | | | | | |  |  |  |  |  |  |  |  |  |  |  |  |  |  |  |  |  |  |  |  |  |  |  |  |  |  |  |  |  |  |  |  |  |  |  |  |  |  |  |  |  |  |  |  |  |  |  |  |  |  |  |  |
|                                                                    |                                                                    | Willem o Rico, conde de Nassau-Dillenburg 1487- 1559                                                                                      | Willem o Rico, conde de Nassau-Dillenburg 1487- 1559                                                                                      | Willem o Rico, conde de Nassau-Dillenburg 1487- 1559                                                                                      | Willem o Rico, conde de Nassau-Dillenburg 1487- 1559                                                                                      | Willem o Rico, conde de Nassau-Dillenburg 1487- 1559                                                                                      | Willem o Rico, conde de Nassau-Dillenburg 1487- 1559                                                                                      | | | | |                                                                                             |                                                                                             |                                                                                             |                                                                                             | | | Henrique III, conde de Nassau-Breda 1483-1538 | Henrique III, conde de Nassau-Breda 1483-1538 | Henrique III, conde de Nassau-Breda 1483-1538 | Henrique III, conde de Nassau-Breda 1483-1538 | Henrique III, conde de Nassau-Breda 1483-1538                                                   | Henrique III, conde de Nassau-Breda 1483-1538                                                   | | | Cláudia de Châlon 1498–1521 | Cláudia de Châlon 1498–1521 | Cláudia de Châlon 1498–1521 | Cláudia de Châlon 1498–1521 | Cláudia de Châlon 1498–1521                                                                                | Cláudia de Châlon 1498–1521                                                                                | | | | | | |                                                                                                |                                                                                                | Filiberto de Châlon, Príncipe de Orange, 1502-1530                                             | Filiberto de Châlon, Príncipe de Orange, 1502-1530                                             | Filiberto de Châlon, Príncipe de Orange, 1502-1530                                   | Filiberto de Châlon, Príncipe de Orange, 1502-1530                                   | Filiberto de Châlon, Príncipe de Orange, 1502-1530                                   | Filiberto de Châlon, Príncipe de Orange, 1502-1530                                   | | | | | | | | | | | | | | |                                                                                               |                                                                                               |                                                                                               |                                                                                               |                                                                                               |                                                                                               |                                                                                                   |                                                                                                   |                                                                                                   |                                                                                                   |                                                                                                   |                                                                                                   |                                                      |                                                      | | | | | | |  |  |  |  |  |  |  |  |  |  |  |  |  |  |  |  |  |  |  |  |  |  |  |  |  |  |  |  |  |  |  |  |  |  |  |  |  |  |  |  |  |  |  |  |  |  |  |  |  |  |  |  |
|                                                                    |                                                                    | | | | | | | | | | |                                                                                             |                                                                                             |                                                                                             |                                                                                             | | | | | | |                                                                                                 |                                                                                                 | | | | | | | | | | | | | | |                                                                                                |                                                                                                |                                                                                                |                                                                                                |                                                                                      |                                                                                      |                                                                                      |                                                                                      | | | | | | | | | | | | | | |                                                                                               |                                                                                               |                                                                                               |                                                                                               |                                                                                               |                                                                                               |                                                                                                   |                                                                                                   |                                                                                                   |                                                                                                   |                                                                                                   |                                                                                                   |                                                      |                                                      | | | | | | |  |  |  |  |  |  |  |  |  |  |  |  |  |  |  |  |  |  |  |  |  |  |  |  |  |  |  |  |  |  |  |  |  |  |  |  |  |  |  |  |  |  |  |  |  |  |  |  |  |  |  |  |
|                                                                    |                                                                    | | | | | | | | | | |                                                                                             |                                                                                             |                                                                                             |                                                                                             | | | | | | |                                                                                                 |                                                                                                 | | | | | | | | | | | | | | |                                                                                                |                                                                                                |                                                                                                |                                                                                                |                                                                                      |                                                                                      |                                                                                      |                                                                                      | | | | | | | | | | | | | | |                                                                                               |                                                                                               |                                                                                               |                                                                                               |                                                                                               |                                                                                               |                                                                                                   |                                                                                                   |                                                                                                   |                                                                                                   |                                                                                                   |                                                                                                   |                                                      |                                                      | | | | | | |  |  |  |  |  |  |  |  |  |  |  |  |  |  |  |  |  |  |  |  |  |  |  |  |  |  |  |  |  |  |  |  |  |  |  |  |  |  |  |  |  |  |  |  |  |  |  |  |  |  |  |  |
|                                                                    |                                                                    | | | | | | | | | | |                                                                                             |                                                                                             |                                                                                             |                                                                                             | | | | | | |                                                                                                 |                                                                                                 | | | | | | | | | | | | | | |                                                                                                |                                                                                                |                                                                                                |                                                                                                |                                                                                      |                                                                                      |                                                                                      |                                                                                      | | | | | | | | | | | | | | |                                                                                               |                                                                                               |                                                                                               |                                                                                               |                                                                                               |                                                                                               |                                                                                                   |                                                                                                   |                                                                                                   |                                                                                                   |                                                                                                   |                                                                                                   |                                                      |                                                      | | | | | | |  |  |  |  |  |  |  |  |  |  |  |  |  |  |  |  |  |  |  |  |  |  |  |  |  |  |  |  |  |  |  |  |  |  |  |  |  |  |  |  |  |  |  |  |  |  |  |  |  |  |  |  |
|                                                                    |                                                                    | | | | | | | | | | |                                                                                             |                                                                                             |                                                                                             |                                                                                             | | | | | | |                                                                                                 |                                                                                                 | | | | | | | | | | | | | | |                                                                                                |                                                                                                |                                                                                                |                                                                                                |                                                                                      |                                                                                      |                                                                                      |                                                                                      | | | | | | | | | | | | | | |                                                                                               |                                                                                               |                                                                                               |                                                                                               |                                                                                               |                                                                                               |                                                                                                   |                                                                                                   |                                                                                                   |                                                                                                   |                                                                                                   |                                                                                                   |                                                      |                                                      | | | | | | |  |  |  |  |  |  |  |  |  |  |  |  |  |  |  |  |  |  |  |  |  |  |  |  |  |  |  |  |  |  |  |  |  |  |  |  |  |  |  |  |  |  |  |  |  |  |  |  |  |  |  |  |
|                                                                    |                                                                    | Guilherme I, "o Taciturno" 1533-1584, Príncipe de Orange 1544, Stadholder da Holanda, Zelândia & Utrecht, assassinado por agente espanhol | Guilherme I, "o Taciturno" 1533-1584, Príncipe de Orange 1544, Stadholder da Holanda, Zelândia & Utrecht, assassinado por agente espanhol | Guilherme I, "o Taciturno" 1533-1584, Príncipe de Orange 1544, Stadholder da Holanda, Zelândia & Utrecht, assassinado por agente espanhol | Guilherme I, "o Taciturno" 1533-1584, Príncipe de Orange 1544, Stadholder da Holanda, Zelândia & Utrecht, assassinado por agente espanhol | Guilherme I, "o Taciturno" 1533-1584, Príncipe de Orange 1544, Stadholder da Holanda, Zelândia & Utrecht, assassinado por agente espanhol | Guilherme I, "o Taciturno" 1533-1584, Príncipe de Orange 1544, Stadholder da Holanda, Zelândia & Utrecht, assassinado por agente espanhol | | | Luís 1538–1574, morto em batalha contra a Espanha                                                                    | Luís 1538–1574, morto em batalha contra a Espanha                                                                    | Luís 1538–1574, morto em batalha contra a Espanha                                           | Luís 1538–1574, morto em batalha contra a Espanha                                           | Luís 1538–1574, morto em batalha contra a Espanha                                           | Luís 1538–1574, morto em batalha contra a Espanha                                           | | | Adolfo 1540–1568, morto em batalha contra a Espanha | Adolfo 1540–1568, morto em batalha contra a Espanha | Adolfo 1540–1568, morto em batalha contra a Espanha | Adolfo 1540–1568, morto em batalha contra a Espanha | Adolfo 1540–1568, morto em batalha contra a Espanha                                             | Adolfo 1540–1568, morto em batalha contra a Espanha                                             | | | Henrique 1550-1574, morto em batalha contra a Espanha | Henrique 1550-1574, morto em batalha contra a Espanha | Henrique 1550-1574, morto em batalha contra a Espanha | Henrique 1550-1574, morto em batalha contra a Espanha | Henrique 1550-1574, morto em batalha contra a Espanha                                                      | Henrique 1550-1574, morto em batalha contra a Espanha                                                      | | | João VI "o Velhor" 1535–1606, Stadholder de Gelderland                                                                                               | João VI "o Velhor" 1535–1606, Stadholder de Gelderland                                                                                               | João VI "o Velhor" 1535–1606, Stadholder de Gelderland                                                                                               | João VI "o Velhor" 1535–1606, Stadholder de Gelderland                                                                                               | João VI "o Velhor" 1535–1606, Stadholder de Gelderland                                         | João VI "o Velhor" 1535–1606, Stadholder de Gelderland                                         |                                                                                                |                                                                                                |                                                                                      |                                                                                      | René de Châlon 1519–1544, Príncipe de Orange,1521                                    | René de Châlon 1519–1544, Príncipe de Orange,1521                                    | René de Châlon 1519–1544, Príncipe de Orange,1521                                                      | René de Châlon 1519–1544, Príncipe de Orange,1521                                                      | René de Châlon 1519–1544, Príncipe de Orange,1521                                                      | René de Châlon 1519–1544, Príncipe de Orange,1521                                                      | | | | | | | | | | |                                                                                               |                                                                                               |                                                                                               |                                                                                               |                                                                                               |                                                                                               |                                                                                                   |                                                                                                   |                                                                                                   |                                                                                                   |                                                                                                   |                                                                                                   |                                                      |                                                      | | | | | | |  |  |  |  |  |  |  |  |  |  |  |  |  |  |  |  |  |  |  |  |  |  |  |  |  |  |  |  |  |  |  |  |  |  |  |  |  |  |  |  |  |  |  |  |  |  |  |  |  |  |  |  |
|                                                                    |                                                                    | Guilherme I, "o Taciturno" 1533-1584, Príncipe de Orange 1544, Stadholder da Holanda, Zelândia & Utrecht, assassinado por agente espanhol | Guilherme I, "o Taciturno" 1533-1584, Príncipe de Orange 1544, Stadholder da Holanda, Zelândia & Utrecht, assassinado por agente espanhol | Guilherme I, "o Taciturno" 1533-1584, Príncipe de Orange 1544, Stadholder da Holanda, Zelândia & Utrecht, assassinado por agente espanhol | Guilherme I, "o Taciturno" 1533-1584, Príncipe de Orange 1544, Stadholder da Holanda, Zelândia & Utrecht, assassinado por agente espanhol | Guilherme I, "o Taciturno" 1533-1584, Príncipe de Orange 1544, Stadholder da Holanda, Zelândia & Utrecht, assassinado por agente espanhol | Guilherme I, "o Taciturno" 1533-1584, Príncipe de Orange 1544, Stadholder da Holanda, Zelândia & Utrecht, assassinado por agente espanhol | | | Luís 1538–1574, morto em batalha contra a Espanha                                                                    | Luís 1538–1574, morto em batalha contra a Espanha                                                                    | Luís 1538–1574, morto em batalha contra a Espanha                                           | Luís 1538–1574, morto em batalha contra a Espanha                                           | Luís 1538–1574, morto em batalha contra a Espanha                                           | Luís 1538–1574, morto em batalha contra a Espanha                                           | | | Adolfo 1540–1568, morto em batalha contra a Espanha | Adolfo 1540–1568, morto em batalha contra a Espanha | Adolfo 1540–1568, morto em batalha contra a Espanha | Adolfo 1540–1568, morto em batalha contra a Espanha | Adolfo 1540–1568, morto em batalha contra a Espanha                                             | Adolfo 1540–1568, morto em batalha contra a Espanha                                             | | | Henrique 1550-1574, morto em batalha contra a Espanha | Henrique 1550-1574, morto em batalha contra a Espanha | Henrique 1550-1574, morto em batalha contra a Espanha | Henrique 1550-1574, morto em batalha contra a Espanha | Henrique 1550-1574, morto em batalha contra a Espanha                                                      | Henrique 1550-1574, morto em batalha contra a Espanha                                                      | | | João VI "o Velhor" 1535–1606, Stadholder de Gelderland                                                                                               | João VI "o Velhor" 1535–1606, Stadholder de Gelderland                                                                                               | João VI "o Velhor" 1535–1606, Stadholder de Gelderland                                                                                               | João VI "o Velhor" 1535–1606, Stadholder de Gelderland                                                                                               | João VI "o Velhor" 1535–1606, Stadholder de Gelderland                                         | João VI "o Velhor" 1535–1606, Stadholder de Gelderland                                         |                                                                                                |                                                                                                |                                                                                      |                                                                                      | René de Châlon 1519–1544, Príncipe de Orange,1521                                    | René de Châlon 1519–1544, Príncipe de Orange,1521                                    | René de Châlon 1519–1544, Príncipe de Orange,1521                                                      | René de Châlon 1519–1544, Príncipe de Orange,1521                                                      | René de Châlon 1519–1544, Príncipe de Orange,1521                                                      | René de Châlon 1519–1544, Príncipe de Orange,1521                                                      | | | | | | | | | | |                                                                                               |                                                                                               |                                                                                               |                                                                                               |                                                                                               |                                                                                               |                                                                                                   |                                                                                                   |                                                                                                   |                                                                                                   |                                                                                                   |                                                                                                   |                                                      |                                                      | | | | | | |  |  |  |  |  |  |  |  |  |  |  |  |  |  |  |  |  |  |  |  |  |  |  |  |  |  |  |  |  |  |  |  |  |  |  |  |  |  |  |  |  |  |  |  |  |  |  |  |  |  |  |  |
|                                                                    |                                                                    | | | | | | | | | | |                                                                                             |                                                                                             |                                                                                             |                                                                                             | | | | | | |                                                                                                 |                                                                                                 | | | | | | | | | | | | | | |                                                                                                |                                                                                                |                                                                                                |                                                                                                |                                                                                      |                                                                                      |                                                                                      |                                                                                      | | | | | | | | | | | | | | |                                                                                               |                                                                                               |                                                                                               |                                                                                               |                                                                                               |                                                                                               |                                                                                                   |                                                                                                   |                                                                                                   |                                                                                                   |                                                                                                   |                                                                                                   |                                                      |                                                      | | | | | | |  |  |  |  |  |  |  |  |  |  |  |  |  |  |  |  |  |  |  |  |  |  |  |  |  |  |  |  |  |  |  |  |  |  |  |  |  |  |  |  |  |  |  |  |  |  |  |  |  |  |  |  |
|                                                                    |                                                                    | | | | | | | | | | |                                                                                             |                                                                                             |                                                                                             |                                                                                             | | | | | | |                                                                                                 |                                                                                                 | | | | | | | | | | | | | | |                                                                                                |                                                                                                |                                                                                                |                                                                                                |                                                                                      |                                                                                      |                                                                                      |                                                                                      | | | | | | | | | | | | | | |                                                                                               |                                                                                               |                                                                                               |                                                                                               |                                                                                               |                                                                                               |                                                                                                   |                                                                                                   |                                                                                                   |                                                                                                   |                                                                                                   |                                                                                                   |                                                      |                                                      | | | | | | |  |  |  |  |  |  |  |  |  |  |  |  |  |  |  |  |  |  |  |  |  |  |  |  |  |  |  |  |  |  |  |  |  |  |  |  |  |  |  |  |  |  |  |  |  |  |  |  |  |  |  |  |
|                                                                    |                                                                    | | | | | | | | | | |                                                                                             |                                                                                             |                                                                                             |                                                                                             | | | | | | |                                                                                                 |                                                                                                 | | | | | | | | | | | | | | |                                                                                                |                                                                                                |                                                                                                |                                                                                                |                                                                                      |                                                                                      |                                                                                      |                                                                                      | | | | | | | | | | | | | | |                                                                                               |                                                                                               |                                                                                               |                                                                                               |                                                                                               |                                                                                               |                                                                                                   |                                                                                                   |                                                                                                   |                                                                                                   |                                                                                                   |                                                                                                   |                                                      |                                                      | | | | | | |  |  |  |  |  |  |  |  |  |  |  |  |  |  |  |  |  |  |  |  |  |  |  |  |  |  |  |  |  |  |  |  |  |  |  |  |  |  |  |  |  |  |  |  |  |  |  |  |  |  |  |  |
|                                                                    |                                                                    | Filipe Guilherme 1554–1618, Príncipe de Orange, 1584                                                                                      | Filipe Guilherme 1554–1618, Príncipe de Orange, 1584                                                                                      | Filipe Guilherme 1554–1618, Príncipe de Orange, 1584                                                                                      | Filipe Guilherme 1554–1618, Príncipe de Orange, 1584                                                                                      | Filipe Guilherme 1554–1618, Príncipe de Orange, 1584                                                                                      | Filipe Guilherme 1554–1618, Príncipe de Orange, 1584                                                                                      | | | Maurício 1567–1625, Príncipe de Orange,1618, Stadholder da Holanda, Zelândia, Utrecht, etc.                          | Maurício 1567–1625, Príncipe de Orange,1618, Stadholder da Holanda, Zelândia, Utrecht, etc.                          | Maurício 1567–1625, Príncipe de Orange,1618, Stadholder da Holanda, Zelândia, Utrecht, etc. | Maurício 1567–1625, Príncipe de Orange,1618, Stadholder da Holanda, Zelândia, Utrecht, etc. | Maurício 1567–1625, Príncipe de Orange,1618, Stadholder da Holanda, Zelândia, Utrecht, etc. | Maurício 1567–1625, Príncipe de Orange,1618, Stadholder da Holanda, Zelândia, Utrecht, etc. | | | Frederico Henrique 1584–1647, Príncipe de Orange, 1625, Stadtholder da Holanda, Zelândia & etc.                                                             | Frederico Henrique 1584–1647, Príncipe de Orange, 1625, Stadtholder da Holanda, Zelândia & etc.                                                             | Frederico Henrique 1584–1647, Príncipe de Orange, 1625, Stadtholder da Holanda, Zelândia & etc.                                                             | Frederico Henrique 1584–1647, Príncipe de Orange, 1625, Stadtholder da Holanda, Zelândia & etc.                                                             | Frederico Henrique 1584–1647, Príncipe de Orange, 1625, Stadtholder da Holanda, Zelândia & etc. | Frederico Henrique 1584–1647, Príncipe de Orange, 1625, Stadtholder da Holanda, Zelândia & etc. | | | Luísa Juliana 1576-1644 casada com Frederico IV Eleitor Palatino de quem a família real britânica descende                                                             | Luísa Juliana 1576-1644 casada com Frederico IV Eleitor Palatino de quem a família real britânica descende                                                             | Luísa Juliana 1576-1644 casada com Frederico IV Eleitor Palatino de quem a família real britânica descende                                                             | Luísa Juliana 1576-1644 casada com Frederico IV Eleitor Palatino de quem a família real britânica descende                                                             | Luísa Juliana 1576-1644 casada com Frederico IV Eleitor Palatino de quem a família real britânica descende | Luísa Juliana 1576-1644 casada com Frederico IV Eleitor Palatino de quem a família real britânica descende | | | Elisabeth 1577-1642 casada com Henri de La Tour d'Auvergne, Duque de Bouillon                                                                        | Elisabeth 1577-1642 casada com Henri de La Tour d'Auvergne, Duque de Bouillon                                                                        | Elisabeth 1577-1642 casada com Henri de La Tour d'Auvergne, Duque de Bouillon                                                                        | Elisabeth 1577-1642 casada com Henri de La Tour d'Auvergne, Duque de Bouillon                                                                        | Elisabeth 1577-1642 casada com Henri de La Tour d'Auvergne, Duque de Bouillon                  | Elisabeth 1577-1642 casada com Henri de La Tour d'Auvergne, Duque de Bouillon                  |                                                                                                |                                                                                                | illeg. Justinus van Nassau (1559 – 1631) Almirante & General, Gov de Breda 1601-1625 | illeg. Justinus van Nassau (1559 – 1631) Almirante & General, Gov de Breda 1601-1625 | illeg. Justinus van Nassau (1559 – 1631) Almirante & General, Gov de Breda 1601-1625 | illeg. Justinus van Nassau (1559 – 1631) Almirante & General, Gov de Breda 1601-1625 | illeg. Justinus van Nassau (1559 – 1631) Almirante & General, Gov de Breda 1601-1625                   | illeg. Justinus van Nassau (1559 – 1631) Almirante & General, Gov de Breda 1601-1625                   | | | | | Guilherme Luís "Us Heit", conde de Nassau-Dillenburg 1560–1620, Stadtholder de Friesland, Groningen e Drenthe | Guilherme Luís "Us Heit", conde de Nassau-Dillenburg 1560–1620, Stadtholder de Friesland, Groningen e Drenthe | Guilherme Luís "Us Heit", conde de Nassau-Dillenburg 1560–1620, Stadtholder de Friesland, Groningen e Drenthe     | Guilherme Luís "Us Heit", conde de Nassau-Dillenburg 1560–1620, Stadtholder de Friesland, Groningen e Drenthe     | Guilherme Luís "Us Heit", conde de Nassau-Dillenburg 1560–1620, Stadtholder de Friesland, Groningen e Drenthe     | Guilherme Luís "Us Heit", conde de Nassau-Dillenburg 1560–1620, Stadtholder de Friesland, Groningen e Drenthe     | | | Ernst Casimir, conde de Nassau-Dietz 1573–1632, Stadtholder de Friesland, Groningen e Drenthe | Ernst Casimir, conde de Nassau-Dietz 1573–1632, Stadtholder de Friesland, Groningen e Drenthe | Ernst Casimir, conde de Nassau-Dietz 1573–1632, Stadtholder de Friesland, Groningen e Drenthe | Ernst Casimir, conde de Nassau-Dietz 1573–1632, Stadtholder de Friesland, Groningen e Drenthe | Ernst Casimir, conde de Nassau-Dietz 1573–1632, Stadtholder de Friesland, Groningen e Drenthe | Ernst Casimir, conde de Nassau-Dietz 1573–1632, Stadtholder de Friesland, Groningen e Drenthe |                                                                                                   |                                                                                                   |                                                                                                   |                                                                                                   | João VII "o Meio", conde de Nassau-Siegen, 1561–1623                                              | João VII "o Meio", conde de Nassau-Siegen, 1561–1623                                              | João VII "o Meio", conde de Nassau-Siegen, 1561–1623 | João VII "o Meio", conde de Nassau-Siegen, 1561–1623 | João VII "o Meio", conde de Nassau-Siegen, 1561–1623                                                                              | João VII "o Meio", conde de Nassau-Siegen, 1561–1623                                                                              | | | | |  |  |  |  |  |  |  |  |  |  |  |  |  |  |  |  |  |  |  |  |  |  |  |  |  |  |  |  |  |  |  |  |  |  |  |  |  |  |  |  |  |  |  |  |  |  |  |  |  |  |  |  |
|                                                                    |                                                                    | Filipe Guilherme 1554–1618, Príncipe de Orange, 1584                                                                                      | Filipe Guilherme 1554–1618, Príncipe de Orange, 1584                                                                                      | Filipe Guilherme 1554–1618, Príncipe de Orange, 1584                                                                                      | Filipe Guilherme 1554–1618, Príncipe de Orange, 1584                                                                                      | Filipe Guilherme 1554–1618, Príncipe de Orange, 1584                                                                                      | Filipe Guilherme 1554–1618, Príncipe de Orange, 1584                                                                                      | | | Maurício 1567–1625, Príncipe de Orange,1618, Stadholder da Holanda, Zelândia, Utrecht, etc.                          | Maurício 1567–1625, Príncipe de Orange,1618, Stadholder da Holanda, Zelândia, Utrecht, etc.                          | Maurício 1567–1625, Príncipe de Orange,1618, Stadholder da Holanda, Zelândia, Utrecht, etc. | Maurício 1567–1625, Príncipe de Orange,1618, Stadholder da Holanda, Zelândia, Utrecht, etc. | Maurício 1567–1625, Príncipe de Orange,1618, Stadholder da Holanda, Zelândia, Utrecht, etc. | Maurício 1567–1625, Príncipe de Orange,1618, Stadholder da Holanda, Zelândia, Utrecht, etc. | | | Frederico Henrique 1584–1647, Príncipe de Orange, 1625, Stadtholder da Holanda, Zelândia & etc.                                                             | Frederico Henrique 1584–1647, Príncipe de Orange, 1625, Stadtholder da Holanda, Zelândia & etc.                                                             | Frederico Henrique 1584–1647, Príncipe de Orange, 1625, Stadtholder da Holanda, Zelândia & etc.                                                             | Frederico Henrique 1584–1647, Príncipe de Orange, 1625, Stadtholder da Holanda, Zelândia & etc.                                                             | Frederico Henrique 1584–1647, Príncipe de Orange, 1625, Stadtholder da Holanda, Zelândia & etc. | Frederico Henrique 1584–1647, Príncipe de Orange, 1625, Stadtholder da Holanda, Zelândia & etc. | | | Luísa Juliana 1576-1644 casada com Frederico IV Eleitor Palatino de quem a família real britânica descende                                                             | Luísa Juliana 1576-1644 casada com Frederico IV Eleitor Palatino de quem a família real britânica descende                                                             | Luísa Juliana 1576-1644 casada com Frederico IV Eleitor Palatino de quem a família real britânica descende                                                             | Luísa Juliana 1576-1644 casada com Frederico IV Eleitor Palatino de quem a família real britânica descende                                                             | Luísa Juliana 1576-1644 casada com Frederico IV Eleitor Palatino de quem a família real britânica descende | Luísa Juliana 1576-1644 casada com Frederico IV Eleitor Palatino de quem a família real britânica descende | | | Elisabeth 1577-1642 casada com Henri de La Tour d'Auvergne, Duque de Bouillon                                                                        | Elisabeth 1577-1642 casada com Henri de La Tour d'Auvergne, Duque de Bouillon                                                                        | Elisabeth 1577-1642 casada com Henri de La Tour d'Auvergne, Duque de Bouillon                                                                        | Elisabeth 1577-1642 casada com Henri de La Tour d'Auvergne, Duque de Bouillon                                                                        | Elisabeth 1577-1642 casada com Henri de La Tour d'Auvergne, Duque de Bouillon                  | Elisabeth 1577-1642 casada com Henri de La Tour d'Auvergne, Duque de Bouillon                  |                                                                                                |                                                                                                | illeg. Justinus van Nassau (1559 – 1631) Almirante & General, Gov de Breda 1601-1625 | illeg. Justinus van Nassau (1559 – 1631) Almirante & General, Gov de Breda 1601-1625 | illeg. Justinus van Nassau (1559 – 1631) Almirante & General, Gov de Breda 1601-1625 | illeg. Justinus van Nassau (1559 – 1631) Almirante & General, Gov de Breda 1601-1625 | illeg. Justinus van Nassau (1559 – 1631) Almirante & General, Gov de Breda 1601-1625                   | illeg. Justinus van Nassau (1559 – 1631) Almirante & General, Gov de Breda 1601-1625                   | | | | | Guilherme Luís "Us Heit", conde de Nassau-Dillenburg 1560–1620, Stadtholder de Friesland, Groningen e Drenthe | Guilherme Luís "Us Heit", conde de Nassau-Dillenburg 1560–1620, Stadtholder de Friesland, Groningen e Drenthe | Guilherme Luís "Us Heit", conde de Nassau-Dillenburg 1560–1620, Stadtholder de Friesland, Groningen e Drenthe     | Guilherme Luís "Us Heit", conde de Nassau-Dillenburg 1560–1620, Stadtholder de Friesland, Groningen e Drenthe     | Guilherme Luís "Us Heit", conde de Nassau-Dillenburg 1560–1620, Stadtholder de Friesland, Groningen e Drenthe     | Guilherme Luís "Us Heit", conde de Nassau-Dillenburg 1560–1620, Stadtholder de Friesland, Groningen e Drenthe     | | | Ernst Casimir, conde de Nassau-Dietz 1573–1632, Stadtholder de Friesland, Groningen e Drenthe | Ernst Casimir, conde de Nassau-Dietz 1573–1632, Stadtholder de Friesland, Groningen e Drenthe | Ernst Casimir, conde de Nassau-Dietz 1573–1632, Stadtholder de Friesland, Groningen e Drenthe | Ernst Casimir, conde de Nassau-Dietz 1573–1632, Stadtholder de Friesland, Groningen e Drenthe | Ernst Casimir, conde de Nassau-Dietz 1573–1632, Stadtholder de Friesland, Groningen e Drenthe | Ernst Casimir, conde de Nassau-Dietz 1573–1632, Stadtholder de Friesland, Groningen e Drenthe |                                                                                                   |                                                                                                   |                                                                                                   |                                                                                                   | João VII "o Meio", conde de Nassau-Siegen, 1561–1623                                              | João VII "o Meio", conde de Nassau-Siegen, 1561–1623                                              | João VII "o Meio", conde de Nassau-Siegen, 1561–1623 | João VII "o Meio", conde de Nassau-Siegen, 1561–1623 | João VII "o Meio", conde de Nassau-Siegen, 1561–1623                                                                              | João VII "o Meio", conde de Nassau-Siegen, 1561–1623                                                                              | | | | |  |  |  |  |  |  |  |  |  |  |  |  |  |  |  |  |  |  |  |  |  |  |  |  |  |  |  |  |  |  |  |  |  |  |  |  |  |  |  |  |  |  |  |  |  |  |  |  |  |  |  |  |
|                                                                    |                                                                    | | | | | illeg Guilherme de Nassau (1601–1627), Senhor de de Lek                                                                                   | illeg Guilherme de Nassau (1601–1627), Senhor de de Lek                                                                                   | illeg Guilherme de Nassau (1601–1627), Senhor de de Lek                                                              | illeg Guilherme de Nassau (1601–1627), Senhor de de Lek                                                              | illeg Guilherme de Nassau (1601–1627), Senhor de de Lek                                                              | illeg Guilherme de Nassau (1601–1627), Senhor de de Lek                                                              |                                                                                             |                                                                                             | ileg Luís de Nassau, Senhor de De Lek e Beverweerd (1602– 1665)                             | ileg Luís de Nassau, Senhor de De Lek e Beverweerd (1602– 1665)                             | ileg Luís de Nassau, Senhor de De Lek e Beverweerd (1602– 1665)                                                                                             | ileg Luís de Nassau, Senhor de De Lek e Beverweerd (1602– 1665)                                                                                             | ileg Luís de Nassau, Senhor de De Lek e Beverweerd (1602– 1665)                                                                                             | ileg Luís de Nassau, Senhor de De Lek e Beverweerd (1602– 1665)                                                                                             | | |                                                                                                 |                                                                                                 | | | Frederico V, Eleitor Palatino, 1610 & Rei da Boêmia 1619-21 | Frederico V, Eleitor Palatino, 1610 & Rei da Boêmia 1619-21 | Frederico V, Eleitor Palatino, 1610 & Rei da Boêmia 1619-21 | Frederico V, Eleitor Palatino, 1610 & Rei da Boêmia 1619-21 | Frederico V, Eleitor Palatino, 1610 & Rei da Boêmia 1619-21                                                | Frederico V, Eleitor Palatino, 1610 & Rei da Boêmia 1619-21                                                | | | | | Henri de la Tour d'Auvergne, Vicomte de Turenne & Marechal-General da França 1611-1675                                                               | Henri de la Tour d'Auvergne, Vicomte de Turenne & Marechal-General da França 1611-1675                                                               | Henri de la Tour d'Auvergne, Vicomte de Turenne & Marechal-General da França 1611-1675         | Henri de la Tour d'Auvergne, Vicomte de Turenne & Marechal-General da França 1611-1675         | Henri de la Tour d'Auvergne, Vicomte de Turenne & Marechal-General da França 1611-1675         | Henri de la Tour d'Auvergne, Vicomte de Turenne & Marechal-General da França 1611-1675         |                                                                                      |                                                                                      |                                                                                      |                                                                                      | | | | | | | | | | | | | | |                                                                                               |                                                                                               |                                                                                               |                                                                                               |                                                                                               |                                                                                               |                                                                                                   |                                                                                                   |                                                                                                   |                                                                                                   |                                                                                                   |                                                                                                   |                                                      |                                                      | | | | | | |  |  |  |  |  |  |  |  |  |  |  |  |  |  |  |  |  |  |  |  |  |  |  |  |  |  |  |  |  |  |  |  |  |  |  |  |  |  |  |  |  |  |  |  |  |  |  |  |  |  |  |  |
|                                                                    |                                                                    | | | | | illeg Guilherme de Nassau (1601–1627), Senhor de de Lek                                                                                   | illeg Guilherme de Nassau (1601–1627), Senhor de de Lek                                                                                   | illeg Guilherme de Nassau (1601–1627), Senhor de de Lek                                                              | illeg Guilherme de Nassau (1601–1627), Senhor de de Lek                                                              | illeg Guilherme de Nassau (1601–1627), Senhor de de Lek                                                              | illeg Guilherme de Nassau (1601–1627), Senhor de de Lek                                                              |                                                                                             |                                                                                             | ileg Luís de Nassau, Senhor de De Lek e Beverweerd (1602– 1665)                             | ileg Luís de Nassau, Senhor de De Lek e Beverweerd (1602– 1665)                             | ileg Luís de Nassau, Senhor de De Lek e Beverweerd (1602– 1665)                                                                                             | ileg Luís de Nassau, Senhor de De Lek e Beverweerd (1602– 1665)                                                                                             | ileg Luís de Nassau, Senhor de De Lek e Beverweerd (1602– 1665)                                                                                             | ileg Luís de Nassau, Senhor de De Lek e Beverweerd (1602– 1665)                                                                                             | | |                                                                                                 |                                                                                                 | | | Frederico V, Eleitor Palatino, 1610 & Rei da Boêmia 1619-21 | Frederico V, Eleitor Palatino, 1610 & Rei da Boêmia 1619-21 | Frederico V, Eleitor Palatino, 1610 & Rei da Boêmia 1619-21 | Frederico V, Eleitor Palatino, 1610 & Rei da Boêmia 1619-21 | Frederico V, Eleitor Palatino, 1610 & Rei da Boêmia 1619-21                                                | Frederico V, Eleitor Palatino, 1610 & Rei da Boêmia 1619-21                                                | | | | | Henri de la Tour d'Auvergne, Vicomte de Turenne & Marechal-General da França 1611-1675                                                               | Henri de la Tour d'Auvergne, Vicomte de Turenne & Marechal-General da França 1611-1675                                                               | Henri de la Tour d'Auvergne, Vicomte de Turenne & Marechal-General da França 1611-1675         | Henri de la Tour d'Auvergne, Vicomte de Turenne & Marechal-General da França 1611-1675         | Henri de la Tour d'Auvergne, Vicomte de Turenne & Marechal-General da França 1611-1675         | Henri de la Tour d'Auvergne, Vicomte de Turenne & Marechal-General da França 1611-1675         |                                                                                      |                                                                                      |                                                                                      |                                                                                      | | | | | | | | | | | | | | |                                                                                               |                                                                                               |                                                                                               |                                                                                               |                                                                                               |                                                                                               |                                                                                                   |                                                                                                   |                                                                                                   |                                                                                                   |                                                                                                   |                                                                                                   |                                                      |                                                      | | | | | | |  |  |  |  |  |  |  |  |  |  |  |  |  |  |  |  |  |  |  |  |  |  |  |  |  |  |  |  |  |  |  |  |  |  |  |  |  |  |  |  |  |  |  |  |  |  |  |  |  |  |  |  |
|                                                                    |                                                                    | | | | | | | | | Carlos I, Rei da Inglaterra 1625-1649                                                                                | |                                                                                             |                                                                                             |                                                                                             |                                                                                             | | | | | | |                                                                                                 |                                                                                                 | | | | | | | | | | | | | | |                                                                                                |                                                                                                |                                                                                                |                                                                                                |                                                                                      |                                                                                      |                                                                                      |                                                                                      | | | | | | | | | | | | | | |                                                                                               |                                                                                               |                                                                                               |                                                                                               |                                                                                               |                                                                                               |                                                                                                   |                                                                                                   |                                                                                                   |                                                                                                   |                                                                                                   |                                                                                                   |                                                      |                                                      | | | | | | |  |  |  |  |  |  |  |  |  |  |  |  |  |  |  |  |  |  |  |  |  |  |  |  |  |  |  |  |  |  |  |  |  |  |  |  |  |  |  |  |  |  |  |  |  |  |  |  |  |  |  |  |
|                                                                    |                                                                    | | | | | | | | | | |                                                                                             |                                                                                             |                                                                                             |                                                                                             | | | Carlos II | | | |                                                                                                 |                                                                                                 | | | | | | | | | | | | | | |                                                                                                |                                                                                                |                                                                                                |                                                                                                |                                                                                      |                                                                                      |                                                                                      |                                                                                      | | | | | | | | | | | | | | |                                                                                               |                                                                                               |                                                                                               |                                                                                               |                                                                                               |                                                                                               |                                                                                                   |                                                                                                   |                                                                                                   |                                                                                                   |                                                                                                   |                                                                                                   |                                                      |                                                      | | | | | | |  |  |  |  |  |  |  |  |  |  |  |  |  |  |  |  |  |  |  |  |  |  |  |  |  |  |  |  |  |  |  |  |  |  |  |  |  |  |  |  |  |  |  |  |  |  |  |  |  |  |  |  |
|                                                                    |                                                                    | | | | | | | | | | |                                                                                             |                                                                                             |                                                                                             |                                                                                             | | | | | | |                                                                                                 |                                                                                                 | | | | | | | | | | | | | | |                                                                                                |                                                                                                |                                                                                                |                                                                                                |                                                                                      |                                                                                      |                                                                                      |                                                                                      | | | | | | | | | | | | | | |                                                                                               |                                                                                               |                                                                                               |                                                                                               |                                                                                               |                                                                                               |                                                                                                   |                                                                                                   |                                                                                                   |                                                                                                   |                                                                                                   |                                                                                                   |                                                      |                                                      | | | | | | |  |  |  |  |  |  |  |  |  |  |  |  |  |  |  |  |  |  |  |  |  |  |  |  |  |  |  |  |  |  |  |  |  |  |  |  |  |  |  |  |  |  |  |  |  |  |  |  |  |  |  |  |
|                                                                    |                                                                    | Guilherme II 1626-1650,Príncipe de Orange & Stadholder da Holanda, Zelândia, etc, 1647                                                    | Guilherme II 1626-1650,Príncipe de Orange & Stadholder da Holanda, Zelândia, etc, 1647                                                    | Guilherme II 1626-1650,Príncipe de Orange & Stadholder da Holanda, Zelândia, etc, 1647                                                    | Guilherme II 1626-1650,Príncipe de Orange & Stadholder da Holanda, Zelândia, etc, 1647                                                    | Guilherme II 1626-1650,Príncipe de Orange & Stadholder da Holanda, Zelândia, etc, 1647                                                    | Guilherme II 1626-1650,Príncipe de Orange & Stadholder da Holanda, Zelândia, etc, 1647                                                    | | | Maria,Princesa Real                                                                                                  | Maria,Princesa Real                                                                                                  | Maria,Princesa Real                                                                         | Maria,Princesa Real                                                                         | Maria,Princesa Real                                                                         | Maria,Princesa Real                                                                         | Jaime II | Jaime II | Jaime II | Jaime II | Jaime II | Jaime II |                                                                                                 |                                                                                                 | Louise Henriette (1627-1667) casada com Frederico Guilherme, Eleitor de Brandemburgo ascendentes dos Reis da Prússia e depois Imperadores alemães                      | Louise Henriette (1627-1667) casada com Frederico Guilherme, Eleitor de Brandemburgo ascendentes dos Reis da Prússia e depois Imperadores alemães                      | Louise Henriette (1627-1667) casada com Frederico Guilherme, Eleitor de Brandemburgo ascendentes dos Reis da Prússia e depois Imperadores alemães                      | Louise Henriette (1627-1667) casada com Frederico Guilherme, Eleitor de Brandemburgo ascendentes dos Reis da Prússia e depois Imperadores alemães                      | Louise Henriette (1627-1667) casada com Frederico Guilherme, Eleitor de Brandemburgo ascendentes dos Reis da Prússia e depois Imperadores alemães                      | Louise Henriette (1627-1667) casada com Frederico Guilherme, Eleitor de Brandemburgo ascendentes dos Reis da Prússia e depois Imperadores alemães                      | | | illeg. Frederick Nassau de Zuylestein (1608–1672) general do exército, ascendente dos Condes de Rochford na Ingalterra                               | illeg. Frederick Nassau de Zuylestein (1608–1672) general do exército, ascendente dos Condes de Rochford na Ingalterra                               | illeg. Frederick Nassau de Zuylestein (1608–1672) general do exército, ascendente dos Condes de Rochford na Ingalterra                               | illeg. Frederick Nassau de Zuylestein (1608–1672) general do exército, ascendente dos Condes de Rochford na Ingalterra                               | illeg. Frederick Nassau de Zuylestein (1608–1672) general do exército, ascendente dos Condes de Rochford na Ingalterra                               | illeg. Frederick Nassau de Zuylestein (1608–1672) general do exército, ascendente dos Condes de Rochford na Ingalterra                               |                                                                                                |                                                                                                |                                                                                                |                                                                                                | Albertina Agnes(1634– 1696)                                                          | Albertina Agnes(1634– 1696)                                                          | Albertina Agnes(1634– 1696)                                                          | Albertina Agnes(1634– 1696)                                                          | Albertina Agnes(1634– 1696)                                                                            | Albertina Agnes(1634– 1696)                                                                            | | | | | | | Guilherme Frederico,1613-1664 conde depois Príncipe de Nassau-Dietz,Stadtholder de Friesland, Groningen e Drenthe | Guilherme Frederico,1613-1664 conde depois Príncipe de Nassau-Dietz,Stadtholder de Friesland, Groningen e Drenthe | Guilherme Frederico,1613-1664 conde depois Príncipe de Nassau-Dietz,Stadtholder de Friesland, Groningen e Drenthe | Guilherme Frederico,1613-1664 conde depois Príncipe de Nassau-Dietz,Stadtholder de Friesland, Groningen e Drenthe | Guilherme Frederico,1613-1664 conde depois Príncipe de Nassau-Dietz,Stadtholder de Friesland, Groningen e Drenthe | Guilherme Frederico,1613-1664 conde depois Príncipe de Nassau-Dietz,Stadtholder de Friesland, Groningen e Drenthe |                                                                                               |                                                                                               |                                                                                               |                                                                                               |                                                                                               |                                                                                               | Henrique Casimiro I conde de Nassau-Dietz,1612–1640,Stadtholder de Friesland, Groningen e Drenthe | Henrique Casimiro I conde de Nassau-Dietz,1612–1640,Stadtholder de Friesland, Groningen e Drenthe | Henrique Casimiro I conde de Nassau-Dietz,1612–1640,Stadtholder de Friesland, Groningen e Drenthe | Henrique Casimiro I conde de Nassau-Dietz,1612–1640,Stadtholder de Friesland, Groningen e Drenthe | Henrique Casimiro I conde de Nassau-Dietz,1612–1640,Stadtholder de Friesland, Groningen e Drenthe | Henrique Casimiro I conde de Nassau-Dietz,1612–1640,Stadtholder de Friesland, Groningen e Drenthe |                                                      |                                                      | João Maurício "o Brasileiro", Príncipe de Nassau-Siegen,1604–1679,gov. do Brasil Holandês, Marechal de campo do exército holandês | João Maurício "o Brasileiro", Príncipe de Nassau-Siegen,1604–1679,gov. do Brasil Holandês, Marechal de campo do exército holandês | João Maurício "o Brasileiro", Príncipe de Nassau-Siegen,1604–1679,gov. do Brasil Holandês, Marechal de campo do exército holandês | João Maurício "o Brasileiro", Príncipe de Nassau-Siegen,1604–1679,gov. do Brasil Holandês, Marechal de campo do exército holandês | João Maurício "o Brasileiro", Príncipe de Nassau-Siegen,1604–1679,gov. do Brasil Holandês, Marechal de campo do exército holandês | João Maurício "o Brasileiro", Príncipe de Nassau-Siegen,1604–1679,gov. do Brasil Holandês, Marechal de campo do exército holandês |  |  |  |  |  |  |  |  |  |  |  |  |  |  |  |  |  |  |  |  |  |  |  |  |  |  |  |  |  |  |  |  |  |  |  |  |  |  |  |  |  |  |  |  |  |  |  |  |  |  |  |  |
|                                                                    |                                                                    | Guilherme II 1626-1650,Príncipe de Orange & Stadholder da Holanda, Zelândia, etc, 1647                                                    | Guilherme II 1626-1650,Príncipe de Orange & Stadholder da Holanda, Zelândia, etc, 1647                                                    | Guilherme II 1626-1650,Príncipe de Orange & Stadholder da Holanda, Zelândia, etc, 1647                                                    | Guilherme II 1626-1650,Príncipe de Orange & Stadholder da Holanda, Zelândia, etc, 1647                                                    | Guilherme II 1626-1650,Príncipe de Orange & Stadholder da Holanda, Zelândia, etc, 1647                                                    | Guilherme II 1626-1650,Príncipe de Orange & Stadholder da Holanda, Zelândia, etc, 1647                                                    | | | Maria,Princesa Real                                                                                                  | Maria,Princesa Real                                                                                                  | Maria,Princesa Real                                                                         | Maria,Princesa Real                                                                         | Maria,Princesa Real                                                                         | Maria,Princesa Real                                                                         | Jaime II | Jaime II | Jaime II | Jaime II | Jaime II | Jaime II |                                                                                                 |                                                                                                 | Louise Henriette (1627-1667) casada com Frederico Guilherme, Eleitor de Brandemburgo ascendentes dos Reis da Prússia e depois Imperadores alemães                      | Louise Henriette (1627-1667) casada com Frederico Guilherme, Eleitor de Brandemburgo ascendentes dos Reis da Prússia e depois Imperadores alemães                      | Louise Henriette (1627-1667) casada com Frederico Guilherme, Eleitor de Brandemburgo ascendentes dos Reis da Prússia e depois Imperadores alemães                      | Louise Henriette (1627-1667) casada com Frederico Guilherme, Eleitor de Brandemburgo ascendentes dos Reis da Prússia e depois Imperadores alemães                      | Louise Henriette (1627-1667) casada com Frederico Guilherme, Eleitor de Brandemburgo ascendentes dos Reis da Prússia e depois Imperadores alemães                      | Louise Henriette (1627-1667) casada com Frederico Guilherme, Eleitor de Brandemburgo ascendentes dos Reis da Prússia e depois Imperadores alemães                      | | | illeg. Frederick Nassau de Zuylestein (1608–1672) general do exército, ascendente dos Condes de Rochford na Ingalterra                               | illeg. Frederick Nassau de Zuylestein (1608–1672) general do exército, ascendente dos Condes de Rochford na Ingalterra                               | illeg. Frederick Nassau de Zuylestein (1608–1672) general do exército, ascendente dos Condes de Rochford na Ingalterra                               | illeg. Frederick Nassau de Zuylestein (1608–1672) general do exército, ascendente dos Condes de Rochford na Ingalterra                               | illeg. Frederick Nassau de Zuylestein (1608–1672) general do exército, ascendente dos Condes de Rochford na Ingalterra                               | illeg. Frederick Nassau de Zuylestein (1608–1672) general do exército, ascendente dos Condes de Rochford na Ingalterra                               |                                                                                                |                                                                                                |                                                                                                |                                                                                                | Albertina Agnes(1634– 1696)                                                          | Albertina Agnes(1634– 1696)                                                          | Albertina Agnes(1634– 1696)                                                          | Albertina Agnes(1634– 1696)                                                          | Albertina Agnes(1634– 1696)                                                                            | Albertina Agnes(1634– 1696)                                                                            | | | | | | | Guilherme Frederico,1613-1664 conde depois Príncipe de Nassau-Dietz,Stadtholder de Friesland, Groningen e Drenthe | Guilherme Frederico,1613-1664 conde depois Príncipe de Nassau-Dietz,Stadtholder de Friesland, Groningen e Drenthe | Guilherme Frederico,1613-1664 conde depois Príncipe de Nassau-Dietz,Stadtholder de Friesland, Groningen e Drenthe | Guilherme Frederico,1613-1664 conde depois Príncipe de Nassau-Dietz,Stadtholder de Friesland, Groningen e Drenthe | Guilherme Frederico,1613-1664 conde depois Príncipe de Nassau-Dietz,Stadtholder de Friesland, Groningen e Drenthe | Guilherme Frederico,1613-1664 conde depois Príncipe de Nassau-Dietz,Stadtholder de Friesland, Groningen e Drenthe |                                                                                               |                                                                                               |                                                                                               |                                                                                               |                                                                                               |                                                                                               | Henrique Casimiro I conde de Nassau-Dietz,1612–1640,Stadtholder de Friesland, Groningen e Drenthe | Henrique Casimiro I conde de Nassau-Dietz,1612–1640,Stadtholder de Friesland, Groningen e Drenthe | Henrique Casimiro I conde de Nassau-Dietz,1612–1640,Stadtholder de Friesland, Groningen e Drenthe | Henrique Casimiro I conde de Nassau-Dietz,1612–1640,Stadtholder de Friesland, Groningen e Drenthe | Henrique Casimiro I conde de Nassau-Dietz,1612–1640,Stadtholder de Friesland, Groningen e Drenthe | Henrique Casimiro I conde de Nassau-Dietz,1612–1640,Stadtholder de Friesland, Groningen e Drenthe |                                                      |                                                      | João Maurício "o Brasileiro", Príncipe de Nassau-Siegen,1604–1679,gov. do Brasil Holandês, Marechal de campo do exército holandês | João Maurício "o Brasileiro", Príncipe de Nassau-Siegen,1604–1679,gov. do Brasil Holandês, Marechal de campo do exército holandês | João Maurício "o Brasileiro", Príncipe de Nassau-Siegen,1604–1679,gov. do Brasil Holandês, Marechal de campo do exército holandês | João Maurício "o Brasileiro", Príncipe de Nassau-Siegen,1604–1679,gov. do Brasil Holandês, Marechal de campo do exército holandês | João Maurício "o Brasileiro", Príncipe de Nassau-Siegen,1604–1679,gov. do Brasil Holandês, Marechal de campo do exército holandês | João Maurício "o Brasileiro", Príncipe de Nassau-Siegen,1604–1679,gov. do Brasil Holandês, Marechal de campo do exército holandês |  |  |  |  |  |  |  |  |  |  |  |  |  |  |  |  |  |  |  |  |  |  |  |  |  |  |  |  |  |  |  |  |  |  |  |  |  |  |  |  |  |  |  |  |  |  |  |  |  |  |  |  |
|                                                                    |                                                                    | | | | | | | | | | |                                                                                             |                                                                                             |                                                                                             |                                                                                             | | | | | | |                                                                                                 |                                                                                                 | | | | | | | | | | | | | | |                                                                                                |                                                                                                |                                                                                                |                                                                                                |                                                                                      |                                                                                      |                                                                                      |                                                                                      | | | | | | | | | | | | | | |                                                                                               |                                                                                               |                                                                                               |                                                                                               |                                                                                               |                                                                                               |                                                                                                   |                                                                                                   |                                                                                                   |                                                                                                   |                                                                                                   |                                                                                                   |                                                      |                                                      | | | | | | |  |  |  |  |  |  |  |  |  |  |  |  |  |  |  |  |  |  |  |  |  |  |  |  |  |  |  |  |  |  |  |  |  |  |  |  |  |  |  |  |  |  |  |  |  |  |  |  |  |  |  |  |
|                                                                    |                                                                    | | | | | Guilherme III 1650-1702,Príncipe de Orange 1650, Stadholder da Holanda, Zelândia, etc, 1672, Rei da Inglaterra, 1689                      | Guilherme III 1650-1702,Príncipe de Orange 1650, Stadholder da Holanda, Zelândia, etc, 1672, Rei da Inglaterra, 1689                      | Guilherme III 1650-1702,Príncipe de Orange 1650, Stadholder da Holanda, Zelândia, etc, 1672, Rei da Inglaterra, 1689 | Guilherme III 1650-1702,Príncipe de Orange 1650, Stadholder da Holanda, Zelândia, etc, 1672, Rei da Inglaterra, 1689 | Guilherme III 1650-1702,Príncipe de Orange 1650, Stadholder da Holanda, Zelândia, etc, 1672, Rei da Inglaterra, 1689 | Guilherme III 1650-1702,Príncipe de Orange 1650, Stadholder da Holanda, Zelândia, etc, 1672, Rei da Inglaterra, 1689 |                                                                                             |                                                                                             | Maria II da Inglaterra                                                                      | Maria II da Inglaterra                                                                      | Maria II da Inglaterra | Maria II da Inglaterra | Maria II da Inglaterra | Maria II da Inglaterra | | |                                                                                                 |                                                                                                 | cedeu as terras de Orange para a França em 1713, mas manteve o direito de usar o título em sua forma alemã: atualmente Jorge Frederico da Prússia, "Prinz von Oranien" | cedeu as terras de Orange para a França em 1713, mas manteve o direito de usar o título em sua forma alemã: atualmente Jorge Frederico da Prússia, "Prinz von Oranien" | cedeu as terras de Orange para a França em 1713, mas manteve o direito de usar o título em sua forma alemã: atualmente Jorge Frederico da Prússia, "Prinz von Oranien" | cedeu as terras de Orange para a França em 1713, mas manteve o direito de usar o título em sua forma alemã: atualmente Jorge Frederico da Prússia, "Prinz von Oranien" | cedeu as terras de Orange para a França em 1713, mas manteve o direito de usar o título em sua forma alemã: atualmente Jorge Frederico da Prússia, "Prinz von Oranien" | cedeu as terras de Orange para a França em 1713, mas manteve o direito de usar o título em sua forma alemã: atualmente Jorge Frederico da Prússia, "Prinz von Oranien" | | | | | | | | |                                                                                                |                                                                                                |                                                                                                |                                                                                                |                                                                                      |                                                                                      |                                                                                      |                                                                                      | Henrique Casimiro II, Príncipe de Nassau-Dietz,1657-1696,Stadtholder de Friesland, Groningen e Drenthe | Henrique Casimiro II, Príncipe de Nassau-Dietz,1657-1696,Stadtholder de Friesland, Groningen e Drenthe | Henrique Casimiro II, Príncipe de Nassau-Dietz,1657-1696,Stadtholder de Friesland, Groningen e Drenthe | Henrique Casimiro II, Príncipe de Nassau-Dietz,1657-1696,Stadtholder de Friesland, Groningen e Drenthe | Henrique Casimiro II, Príncipe de Nassau-Dietz,1657-1696,Stadtholder de Friesland, Groningen e Drenthe | Henrique Casimiro II, Príncipe de Nassau-Dietz,1657-1696,Stadtholder de Friesland, Groningen e Drenthe | | | | | | | | |                                                                                               |                                                                                               |                                                                                               |                                                                                               |                                                                                               |                                                                                               |                                                                                                   |                                                                                                   |                                                                                                   |                                                                                                   |                                                                                                   |                                                                                                   |                                                      |                                                      | | | | | | |  |  |  |  |  |  |  |  |  |  |  |  |  |  |  |  |  |  |  |  |  |  |  |  |  |  |  |  |  |  |  |  |  |  |  |  |  |  |  |  |  |  |  |  |  |  |  |  |  |  |  |  |
|                                                                    |                                                                    | | | | | Guilherme III 1650-1702,Príncipe de Orange 1650, Stadholder da Holanda, Zelândia, etc, 1672, Rei da Inglaterra, 1689                      | Guilherme III 1650-1702,Príncipe de Orange 1650, Stadholder da Holanda, Zelândia, etc, 1672, Rei da Inglaterra, 1689                      | Guilherme III 1650-1702,Príncipe de Orange 1650, Stadholder da Holanda, Zelândia, etc, 1672, Rei da Inglaterra, 1689 | Guilherme III 1650-1702,Príncipe de Orange 1650, Stadholder da Holanda, Zelândia, etc, 1672, Rei da Inglaterra, 1689 | Guilherme III 1650-1702,Príncipe de Orange 1650, Stadholder da Holanda, Zelândia, etc, 1672, Rei da Inglaterra, 1689 | Guilherme III 1650-1702,Príncipe de Orange 1650, Stadholder da Holanda, Zelândia, etc, 1672, Rei da Inglaterra, 1689 |                                                                                             |                                                                                             | Maria II da Inglaterra                                                                      | Maria II da Inglaterra                                                                      | Maria II da Inglaterra | Maria II da Inglaterra | Maria II da Inglaterra | Maria II da Inglaterra | | |                                                                                                 |                                                                                                 | cedeu as terras de Orange para a França em 1713, mas manteve o direito de usar o título em sua forma alemã: atualmente Jorge Frederico da Prússia, "Prinz von Oranien" | cedeu as terras de Orange para a França em 1713, mas manteve o direito de usar o título em sua forma alemã: atualmente Jorge Frederico da Prússia, "Prinz von Oranien" | cedeu as terras de Orange para a França em 1713, mas manteve o direito de usar o título em sua forma alemã: atualmente Jorge Frederico da Prússia, "Prinz von Oranien" | cedeu as terras de Orange para a França em 1713, mas manteve o direito de usar o título em sua forma alemã: atualmente Jorge Frederico da Prússia, "Prinz von Oranien" | cedeu as terras de Orange para a França em 1713, mas manteve o direito de usar o título em sua forma alemã: atualmente Jorge Frederico da Prússia, "Prinz von Oranien" | cedeu as terras de Orange para a França em 1713, mas manteve o direito de usar o título em sua forma alemã: atualmente Jorge Frederico da Prússia, "Prinz von Oranien" | | | | | | | | |                                                                                                |                                                                                                |                                                                                                |                                                                                                |                                                                                      |                                                                                      |                                                                                      |                                                                                      | Henrique Casimiro II, Príncipe de Nassau-Dietz,1657-1696,Stadtholder de Friesland, Groningen e Drenthe | Henrique Casimiro II, Príncipe de Nassau-Dietz,1657-1696,Stadtholder de Friesland, Groningen e Drenthe | Henrique Casimiro II, Príncipe de Nassau-Dietz,1657-1696,Stadtholder de Friesland, Groningen e Drenthe | Henrique Casimiro II, Príncipe de Nassau-Dietz,1657-1696,Stadtholder de Friesland, Groningen e Drenthe | Henrique Casimiro II, Príncipe de Nassau-Dietz,1657-1696,Stadtholder de Friesland, Groningen e Drenthe | Henrique Casimiro II, Príncipe de Nassau-Dietz,1657-1696,Stadtholder de Friesland, Groningen e Drenthe | | | | | | | | |                                                                                               |                                                                                               |                                                                                               |                                                                                               |                                                                                               |                                                                                               |                                                                                                   |                                                                                                   |                                                                                                   |                                                                                                   |                                                                                                   |                                                                                                   |                                                      |                                                      | | | | | | |  |  |  |  |  |  |  |  |  |  |  |  |  |  |  |  |  |  |  |  |  |  |  |  |  |  |  |  |  |  |  |  |  |  |  |  |  |  |  |  |  |  |  |  |  |  |  |  |  |  |  |  |
|                                                                    |                                                                    | | | | | | | | | | |                                                                                             |                                                                                             |                                                                                             |                                                                                             | | | | | | |                                                                                                 |                                                                                                 | | | | | | | | | | | | | | |                                                                                                |                                                                                                |                                                                                                |                                                                                                |                                                                                      |                                                                                      |                                                                                      |                                                                                      | | | | | | | | | | | | | | |                                                                                               |                                                                                               |                                                                                               |                                                                                               |                                                                                               |                                                                                               |                                                                                                   |                                                                                                   |                                                                                                   |                                                                                                   |                                                                                                   |                                                                                                   |                                                      |                                                      | | | | | | |  |  |  |  |  |  |  |  |  |  |  |  |  |  |  |  |  |  |  |  |  |  |  |  |  |  |  |  |  |  |  |  |  |  |  |  |  |  |  |  |  |  |  |  |  |  |  |  |  |  |  |  |
|                                                                    |                                                                    | | | | | | | | | | |                                                                                             |                                                                                             |                                                                                             |                                                                                             | | | | | | |                                                                                                 |                                                                                                 | | | | | | | | | | | | | | |                                                                                                |                                                                                                |                                                                                                |                                                                                                |                                                                                      |                                                                                      |                                                                                      |                                                                                      | | | | | | | | | | | | | | |                                                                                               |                                                                                               |                                                                                               |                                                                                               |                                                                                               |                                                                                               |                                                                                                   |                                                                                                   |                                                                                                   |                                                                                                   |                                                                                                   |                                                                                                   |                                                      |                                                      | | | | | | |  |  |  |  |  |  |  |  |  |  |  |  |  |  |  |  |  |  |  |  |  |  |  |  |  |  |  |  |  |  |  |  |  |  |  |  |  |  |  |  |  |  |  |  |  |  |  |  |  |  |  |  |
|                                                                    |                                                                    | | | | | | | | | | |                                                                                             |                                                                                             |                                                                                             |                                                                                             | | | | | | |                                                                                                 |                                                                                                 | | | | | | | | | | | | | João Guilherme Friso 1687-1711, apontado herdeiro por Guilherme III, Príncipe de Orange, 1702, Stadholder de Friesland 1696                          | |                                                                                                |                                                                                                |                                                                                                |                                                                                                |                                                                                      |                                                                                      |                                                                                      |                                                                                      | | | | | | | | | | | | | | |                                                                                               |                                                                                               |                                                                                               |                                                                                               |                                                                                               |                                                                                               |                                                                                                   |                                                                                                   |                                                                                                   |                                                                                                   |                                                                                                   |                                                                                                   |                                                      |                                                      | | | | | | |  |  |  |  |  |  |  |  |  |  |  |  |  |  |  |  |  |  |  |  |  |  |  |  |  |  |  |  |  |  |  |  |  |  |  |  |  |  |  |  |  |  |  |  |  |  |  |  |  |  |  |  |
|                                                                    |                                                                    | | | | | | | | | | |                                                                                             |                                                                                             |                                                                                             |                                                                                             | | | | | | |                                                                                                 |                                                                                                 | | | | | | | | | | | | | | |                                                                                                |                                                                                                |                                                                                                |                                                                                                |                                                                                      |                                                                                      |                                                                                      |                                                                                      | | | | | | | | | | | | | | |                                                                                               |                                                                                               |                                                                                               |                                                                                               |                                                                                               |                                                                                               |                                                                                                   |                                                                                                   |                                                                                                   |                                                                                                   |                                                                                                   |                                                                                                   |                                                      |                                                      | | | | | | |  |  |  |  |  |  |  |  |  |  |  |  |  |  |  |  |  |  |  |  |  |  |  |  |  |  |  |  |  |  |  |  |  |  |  |  |  |  |  |  |  |  |  |  |  |  |  |  |  |  |  |  |
|                                                                    |                                                                    | | | | | | | | | | |                                                                                             |                                                                                             |                                                                                             |                                                                                             | | | | | | |                                                                                                 |                                                                                                 | | | | | Ana, Princesa Real da Inglaterra | Ana, Princesa Real da Inglaterra | Ana, Princesa Real da Inglaterra                                                                           | Ana, Princesa Real da Inglaterra                                                                           | Ana, Princesa Real da Inglaterra | Ana, Princesa Real da Inglaterra | | | Guilherme IV 1711–1751, Príncipe de Orange, Stadholder da Holanda, Zelândia, etc. 1747                                                               | Guilherme IV 1711–1751, Príncipe de Orange, Stadholder da Holanda, Zelândia, etc. 1747                                                               | Guilherme IV 1711–1751, Príncipe de Orange, Stadholder da Holanda, Zelândia, etc. 1747         | Guilherme IV 1711–1751, Príncipe de Orange, Stadholder da Holanda, Zelândia, etc. 1747         | Guilherme IV 1711–1751, Príncipe de Orange, Stadholder da Holanda, Zelândia, etc. 1747         | Guilherme IV 1711–1751, Príncipe de Orange, Stadholder da Holanda, Zelândia, etc. 1747         |                                                                                      |                                                                                      |                                                                                      |                                                                                      | | | | | | | | | | | | | | |                                                                                               |                                                                                               |                                                                                               |                                                                                               |                                                                                               |                                                                                               |                                                                                                   |                                                                                                   |                                                                                                   |                                                                                                   |                                                                                                   |                                                                                                   |                                                      |                                                      | | | | | | |  |  |  |  |  |  |  |  |  |  |  |  |  |  |  |  |  |  |  |  |  |  |  |  |  |  |  |  |  |  |  |  |  |  |  |  |  |  |  |  |  |  |  |  |  |  |  |  |  |  |  |  |
|                                                                    |                                                                    | | | | | | | | | | |                                                                                             |                                                                                             |                                                                                             |                                                                                             | | | | | | |                                                                                                 |                                                                                                 | | | | | Ana, Princesa Real da Inglaterra | Ana, Princesa Real da Inglaterra | Ana, Princesa Real da Inglaterra                                                                           | Ana, Princesa Real da Inglaterra                                                                           | Ana, Princesa Real da Inglaterra | Ana, Princesa Real da Inglaterra | | | Guilherme IV 1711–1751, Príncipe de Orange, Stadholder da Holanda, Zelândia, etc. 1747                                                               | Guilherme IV 1711–1751, Príncipe de Orange, Stadholder da Holanda, Zelândia, etc. 1747                                                               | Guilherme IV 1711–1751, Príncipe de Orange, Stadholder da Holanda, Zelândia, etc. 1747         | Guilherme IV 1711–1751, Príncipe de Orange, Stadholder da Holanda, Zelândia, etc. 1747         | Guilherme IV 1711–1751, Príncipe de Orange, Stadholder da Holanda, Zelândia, etc. 1747         | Guilherme IV 1711–1751, Príncipe de Orange, Stadholder da Holanda, Zelândia, etc. 1747         |                                                                                      |                                                                                      |                                                                                      |                                                                                      | | | | | | | | | | | | | | |                                                                                               |                                                                                               |                                                                                               |                                                                                               |                                                                                               |                                                                                               |                                                                                                   |                                                                                                   |                                                                                                   |                                                                                                   |                                                                                                   |                                                                                                   |                                                      |                                                      | | | | | | |  |  |  |  |  |  |  |  |  |  |  |  |  |  |  |  |  |  |  |  |  |  |  |  |  |  |  |  |  |  |  |  |  |  |  |  |  |  |  |  |  |  |  |  |  |  |  |  |  |  |  |  |
|                                                                    |                                                                    | | | | | | | | | | |                                                                                             |                                                                                             |                                                                                             |                                                                                             | | | | | | |                                                                                                 |                                                                                                 | | | | | | | | | | | | | | |                                                                                                |                                                                                                |                                                                                                |                                                                                                |                                                                                      |                                                                                      |                                                                                      |                                                                                      | | | | | | | | | | | | | | |                                                                                               |                                                                                               |                                                                                               |                                                                                               |                                                                                               |                                                                                               |                                                                                                   |                                                                                                   |                                                                                                   |                                                                                                   |                                                                                                   |                                                                                                   |                                                      |                                                      | | | | | | |  |  |  |  |  |  |  |  |  |  |  |  |  |  |  |  |  |  |  |  |  |  |  |  |  |  |  |  |  |  |  |  |  |  |  |  |  |  |  |  |  |  |  |  |  |  |  |  |  |  |  |  |
|                                                                    |                                                                    | | | | | | | | | | |                                                                                             |                                                                                             |                                                                                             |                                                                                             | | | | | | |                                                                                                 |                                                                                                 | | | | | | | | | | | | | | |                                                                                                |                                                                                                |                                                                                                |                                                                                                |                                                                                      |                                                                                      |                                                                                      |                                                                                      | | | | | | | | | | | | | | |                                                                                               |                                                                                               |                                                                                               |                                                                                               |                                                                                               |                                                                                               |                                                                                                   |                                                                                                   |                                                                                                   |                                                                                                   |                                                                                                   |                                                                                                   |                                                      |                                                      | | | | | | |  |  |  |  |  |  |  |  |  |  |  |  |  |  |  |  |  |  |  |  |  |  |  |  |  |  |  |  |  |  |  |  |  |  |  |  |  |  |  |  |  |  |  |  |  |  |  |  |  |  |  |  |
|                                                                    |                                                                    | | | | | | | | | | |                                                                                             |                                                                                             |                                                                                             |                                                                                             | | | | | | |                                                                                                 |                                                                                                 | | | | | Guilhermina da Prússia | Guilhermina da Prússia | Guilhermina da Prússia                                                                                     | Guilhermina da Prússia                                                                                     | Guilhermina da Prússia | Guilhermina da Prússia | | | Guilherme V 1748–1806, Príncipe de Orange,1751 Stadholder da Holanda, Zelândia, etc. 1751-1795                                                       | Guilherme V 1748–1806, Príncipe de Orange,1751 Stadholder da Holanda, Zelândia, etc. 1751-1795                                                       | Guilherme V 1748–1806, Príncipe de Orange,1751 Stadholder da Holanda, Zelândia, etc. 1751-1795 | Guilherme V 1748–1806, Príncipe de Orange,1751 Stadholder da Holanda, Zelândia, etc. 1751-1795 | Guilherme V 1748–1806, Príncipe de Orange,1751 Stadholder da Holanda, Zelândia, etc. 1751-1795 | Guilherme V 1748–1806, Príncipe de Orange,1751 Stadholder da Holanda, Zelândia, etc. 1751-1795 |                                                                                      |                                                                                      |                                                                                      |                                                                                      | Carolina 1743–1787                                                                                     | Carolina 1743–1787                                                                                     | Carolina 1743–1787                                                                                     | Carolina 1743–1787                                                                                     | Carolina 1743–1787                                                                                     | Carolina 1743–1787                                                                                     | | | Carlos Cristiano, Príncipe de Nassau-Weilburg, 1735-1788                                                          | Carlos Cristiano, Príncipe de Nassau-Weilburg, 1735-1788                                                          | Carlos Cristiano, Príncipe de Nassau-Weilburg, 1735-1788                                                          | Carlos Cristiano, Príncipe de Nassau-Weilburg, 1735-1788                                                          | Carlos Cristiano, Príncipe de Nassau-Weilburg, 1735-1788                                                          | Carlos Cristiano, Príncipe de Nassau-Weilburg, 1735-1788                                                          |                                                                                               |                                                                                               |                                                                                               |                                                                                               |                                                                                               |                                                                                               |                                                                                                   |                                                                                                   |                                                                                                   |                                                                                                   |                                                                                                   |                                                                                                   |                                                      |                                                      | | | | | | |  |  |  |  |  |  |  |  |  |  |  |  |  |  |  |  |  |  |  |  |  |  |  |  |  |  |  |  |  |  |  |  |  |  |  |  |  |  |  |  |  |  |  |  |  |  |  |  |  |  |  |  |
|                                                                    |                                                                    | | | | | | | | | | |                                                                                             |                                                                                             |                                                                                             |                                                                                             | | | | | | |                                                                                                 |                                                                                                 | | | | | Guilhermina da Prússia | Guilhermina da Prússia | Guilhermina da Prússia                                                                                     | Guilhermina da Prússia                                                                                     | Guilhermina da Prússia | Guilhermina da Prússia | | | Guilherme V 1748–1806, Príncipe de Orange,1751 Stadholder da Holanda, Zelândia, etc. 1751-1795                                                       | Guilherme V 1748–1806, Príncipe de Orange,1751 Stadholder da Holanda, Zelândia, etc. 1751-1795                                                       | Guilherme V 1748–1806, Príncipe de Orange,1751 Stadholder da Holanda, Zelândia, etc. 1751-1795 | Guilherme V 1748–1806, Príncipe de Orange,1751 Stadholder da Holanda, Zelândia, etc. 1751-1795 | Guilherme V 1748–1806, Príncipe de Orange,1751 Stadholder da Holanda, Zelândia, etc. 1751-1795 | Guilherme V 1748–1806, Príncipe de Orange,1751 Stadholder da Holanda, Zelândia, etc. 1751-1795 |                                                                                      |                                                                                      |                                                                                      |                                                                                      | Carolina 1743–1787                                                                                     | Carolina 1743–1787                                                                                     | Carolina 1743–1787                                                                                     | Carolina 1743–1787                                                                                     | Carolina 1743–1787                                                                                     | Carolina 1743–1787                                                                                     | | | Carlos Cristiano, Príncipe de Nassau-Weilburg, 1735-1788                                                          | Carlos Cristiano, Príncipe de Nassau-Weilburg, 1735-1788                                                          | Carlos Cristiano, Príncipe de Nassau-Weilburg, 1735-1788                                                          | Carlos Cristiano, Príncipe de Nassau-Weilburg, 1735-1788                                                          | Carlos Cristiano, Príncipe de Nassau-Weilburg, 1735-1788                                                          | Carlos Cristiano, Príncipe de Nassau-Weilburg, 1735-1788                                                          |                                                                                               |                                                                                               |                                                                                               |                                                                                               |                                                                                               |                                                                                               |                                                                                                   |                                                                                                   |                                                                                                   |                                                                                                   |                                                                                                   |                                                                                                   |                                                      |                                                      | | | | | | |  |  |  |  |  |  |  |  |  |  |  |  |  |  |  |  |  |  |  |  |  |  |  |  |  |  |  |  |  |  |  |  |  |  |  |  |  |  |  |  |  |  |  |  |  |  |  |  |  |  |  |  |
|                                                                    |                                                                    | | | | | | | | | | |                                                                                             |                                                                                             |                                                                                             |                                                                                             | | | | | | |                                                                                                 |                                                                                                 | | | | | | | | | | | | | | |                                                                                                |                                                                                                |                                                                                                |                                                                                                |                                                                                      |                                                                                      |                                                                                      |                                                                                      | | | | | | | | | | | | | | |                                                                                               |                                                                                               |                                                                                               |                                                                                               |                                                                                               |                                                                                               |                                                                                                   |                                                                                                   |                                                                                                   |                                                                                                   |                                                                                                   |                                                                                                   |                                                      |                                                      | | | | | | |  |  |  |  |  |  |  |  |  |  |  |  |  |  |  |  |  |  |  |  |  |  |  |  |  |  |  |  |  |  |  |  |  |  |  |  |  |  |  |  |  |  |  |  |  |  |  |  |  |  |  |  |
|                                                                    |                                                                    | | | | | | | | | | |                                                                                             |                                                                                             |                                                                                             |                                                                                             | | | | | | |                                                                                                 |                                                                                                 | | | | | | | | | | | | | | |                                                                                                |                                                                                                |                                                                                                |                                                                                                |                                                                                      |                                                                                      |                                                                                      |                                                                                      | | | | | | | | | | | | | | |                                                                                               |                                                                                               |                                                                                               |                                                                                               |                                                                                               |                                                                                               |                                                                                                   |                                                                                                   |                                                                                                   |                                                                                                   |                                                                                                   |                                                                                                   |                                                      |                                                      | | | | | | |  |  |  |  |  |  |  |  |  |  |  |  |  |  |  |  |  |  |  |  |  |  |  |  |  |  |  |  |  |  |  |  |  |  |  |  |  |  |  |  |  |  |  |  |  |  |  |  |  |  |  |  |
|                                                                    |                                                                    | | | | | | | | | | |                                                                                             |                                                                                             |                                                                                             |                                                                                             | Princesa Luísa de Orange-Nassau, 1770– 1819 casada com Karl, Príncipe Hereditário de Braunschweig(-Wolfenbuttel), filho da Princesa Augusta da Grã-Bretanha | Princesa Luísa de Orange-Nassau, 1770– 1819 casada com Karl, Príncipe Hereditário de Braunschweig(-Wolfenbuttel), filho da Princesa Augusta da Grã-Bretanha | Princesa Luísa de Orange-Nassau, 1770– 1819 casada com Karl, Príncipe Hereditário de Braunschweig(-Wolfenbuttel), filho da Princesa Augusta da Grã-Bretanha | Princesa Luísa de Orange-Nassau, 1770– 1819 casada com Karl, Príncipe Hereditário de Braunschweig(-Wolfenbuttel), filho da Princesa Augusta da Grã-Bretanha | Princesa Luísa de Orange-Nassau, 1770– 1819 casada com Karl, Príncipe Hereditário de Braunschweig(-Wolfenbuttel), filho da Princesa Augusta da Grã-Bretanha | Princesa Luísa de Orange-Nassau, 1770– 1819 casada com Karl, Príncipe Hereditário de Braunschweig(-Wolfenbuttel), filho da Princesa Augusta da Grã-Bretanha |                                                                                                 |                                                                                                 | Príncipe Frederico de Orange-Nassau, 1774–1799 em General austríaco, sem descendência                                                                                  | Príncipe Frederico de Orange-Nassau, 1774–1799 em General austríaco, sem descendência                                                                                  | Príncipe Frederico de Orange-Nassau, 1774–1799 em General austríaco, sem descendência                                                                                  | Príncipe Frederico de Orange-Nassau, 1774–1799 em General austríaco, sem descendência                                                                                  | Príncipe Frederico de Orange-Nassau, 1774–1799 em General austríaco, sem descendência                                                                                  | Príncipe Frederico de Orange-Nassau, 1774–1799 em General austríaco, sem descendência                                                                                  | | | Guilherme VI, Fürst de Nassau-Orange-Fulda 1803–1806, Fürst de Nassau-Orange, Príncipe de Orange 1806 depois Guilherme I, Rei dos Países Baixos 1815 | Guilherme VI, Fürst de Nassau-Orange-Fulda 1803–1806, Fürst de Nassau-Orange, Príncipe de Orange 1806 depois Guilherme I, Rei dos Países Baixos 1815 | Guilherme VI, Fürst de Nassau-Orange-Fulda 1803–1806, Fürst de Nassau-Orange, Príncipe de Orange 1806 depois Guilherme I, Rei dos Países Baixos 1815 | Guilherme VI, Fürst de Nassau-Orange-Fulda 1803–1806, Fürst de Nassau-Orange, Príncipe de Orange 1806 depois Guilherme I, Rei dos Países Baixos 1815 | Guilherme VI, Fürst de Nassau-Orange-Fulda 1803–1806, Fürst de Nassau-Orange, Príncipe de Orange 1806 depois Guilherme I, Rei dos Países Baixos 1815 | Guilherme VI, Fürst de Nassau-Orange-Fulda 1803–1806, Fürst de Nassau-Orange, Príncipe de Orange 1806 depois Guilherme I, Rei dos Países Baixos 1815 |                                                                                                |                                                                                                |                                                                                                |                                                                                                |                                                                                      |                                                                                      |                                                                                      |                                                                                      | | | | | Frederico Guilherme, Príncipe de Nassau-Weilburg, 1768-1816                                            | Frederico Guilherme, Príncipe de Nassau-Weilburg, 1768-1816                                            | Frederico Guilherme, Príncipe de Nassau-Weilburg, 1768-1816                                                   | Frederico Guilherme, Príncipe de Nassau-Weilburg, 1768-1816                                                   | Frederico Guilherme, Príncipe de Nassau-Weilburg, 1768-1816                                                       | Frederico Guilherme, Príncipe de Nassau-Weilburg, 1768-1816                                                       | | | | |                                                                                               |                                                                                               |                                                                                               |                                                                                               |                                                                                               |                                                                                               |                                                                                                   |                                                                                                   |                                                                                                   |                                                                                                   |                                                                                                   |                                                                                                   |                                                      |                                                      | | | | | | |  |  |  |  |  |  |  |  |  |  |  |  |  |  |  |  |  |  |  |  |  |  |  |  |  |  |  |  |  |  |  |  |  |  |  |  |  |  |  |  |  |  |  |  |  |  |  |  |  |  |  |  |
|                                                                    |                                                                    | | | | | | | | | | |                                                                                             |                                                                                             |                                                                                             |                                                                                             | Princesa Luísa de Orange-Nassau, 1770– 1819 casada com Karl, Príncipe Hereditário de Braunschweig(-Wolfenbuttel), filho da Princesa Augusta da Grã-Bretanha | Princesa Luísa de Orange-Nassau, 1770– 1819 casada com Karl, Príncipe Hereditário de Braunschweig(-Wolfenbuttel), filho da Princesa Augusta da Grã-Bretanha | Princesa Luísa de Orange-Nassau, 1770– 1819 casada com Karl, Príncipe Hereditário de Braunschweig(-Wolfenbuttel), filho da Princesa Augusta da Grã-Bretanha | Princesa Luísa de Orange-Nassau, 1770– 1819 casada com Karl, Príncipe Hereditário de Braunschweig(-Wolfenbuttel), filho da Princesa Augusta da Grã-Bretanha | Princesa Luísa de Orange-Nassau, 1770– 1819 casada com Karl, Príncipe Hereditário de Braunschweig(-Wolfenbuttel), filho da Princesa Augusta da Grã-Bretanha | Princesa Luísa de Orange-Nassau, 1770– 1819 casada com Karl, Príncipe Hereditário de Braunschweig(-Wolfenbuttel), filho da Princesa Augusta da Grã-Bretanha |                                                                                                 |                                                                                                 | Príncipe Frederico de Orange-Nassau, 1774–1799 em General austríaco, sem descendência                                                                                  | Príncipe Frederico de Orange-Nassau, 1774–1799 em General austríaco, sem descendência                                                                                  | Príncipe Frederico de Orange-Nassau, 1774–1799 em General austríaco, sem descendência                                                                                  | Príncipe Frederico de Orange-Nassau, 1774–1799 em General austríaco, sem descendência                                                                                  | Príncipe Frederico de Orange-Nassau, 1774–1799 em General austríaco, sem descendência                                                                                  | Príncipe Frederico de Orange-Nassau, 1774–1799 em General austríaco, sem descendência                                                                                  | | | Guilherme VI, Fürst de Nassau-Orange-Fulda 1803–1806, Fürst de Nassau-Orange, Príncipe de Orange 1806 depois Guilherme I, Rei dos Países Baixos 1815 | Guilherme VI, Fürst de Nassau-Orange-Fulda 1803–1806, Fürst de Nassau-Orange, Príncipe de Orange 1806 depois Guilherme I, Rei dos Países Baixos 1815 | Guilherme VI, Fürst de Nassau-Orange-Fulda 1803–1806, Fürst de Nassau-Orange, Príncipe de Orange 1806 depois Guilherme I, Rei dos Países Baixos 1815 | Guilherme VI, Fürst de Nassau-Orange-Fulda 1803–1806, Fürst de Nassau-Orange, Príncipe de Orange 1806 depois Guilherme I, Rei dos Países Baixos 1815 | Guilherme VI, Fürst de Nassau-Orange-Fulda 1803–1806, Fürst de Nassau-Orange, Príncipe de Orange 1806 depois Guilherme I, Rei dos Países Baixos 1815 | Guilherme VI, Fürst de Nassau-Orange-Fulda 1803–1806, Fürst de Nassau-Orange, Príncipe de Orange 1806 depois Guilherme I, Rei dos Países Baixos 1815 |                                                                                                |                                                                                                |                                                                                                |                                                                                                |                                                                                      |                                                                                      |                                                                                      |                                                                                      | | | | | Frederico Guilherme, Príncipe de Nassau-Weilburg, 1768-1816                                            | Frederico Guilherme, Príncipe de Nassau-Weilburg, 1768-1816                                            | Frederico Guilherme, Príncipe de Nassau-Weilburg, 1768-1816                                                   | Frederico Guilherme, Príncipe de Nassau-Weilburg, 1768-1816                                                   | Frederico Guilherme, Príncipe de Nassau-Weilburg, 1768-1816                                                       | Frederico Guilherme, Príncipe de Nassau-Weilburg, 1768-1816                                                       | | | | |                                                                                               |                                                                                               |                                                                                               |                                                                                               |                                                                                               |                                                                                               |                                                                                                   |                                                                                                   |                                                                                                   |                                                                                                   |                                                                                                   |                                                                                                   |                                                      |                                                      | | | | | | |  |  |  |  |  |  |  |  |  |  |  |  |  |  |  |  |  |  |  |  |  |  |  |  |  |  |  |  |  |  |  |  |  |  |  |  |  |  |  |  |  |  |  |  |  |  |  |  |  |  |  |  |
|                                                                    |                                                                    | | | | | | | | | | |                                                                                             |                                                                                             |                                                                                             |                                                                                             | | | | | | |                                                                                                 |                                                                                                 | | | | | | | | | Família Real dos Países Baixos, consulte a próxima tabela abaixo                                                                                     | Família Real dos Países Baixos, consulte a próxima tabela abaixo                                                                                     | Família Real dos Países Baixos, consulte a próxima tabela abaixo                                                                                     | Família Real dos Países Baixos, consulte a próxima tabela abaixo                                                                                     | Família Real dos Países Baixos, consulte a próxima tabela abaixo                                                                                     | Família Real dos Países Baixos, consulte a próxima tabela abaixo                                                                                     |                                                                                                |                                                                                                |                                                                                                |                                                                                                |                                                                                      |                                                                                      |                                                                                      |                                                                                      | | | | | Guilherme, Duque de Nassau, 1792-1839                                                                  | Guilherme, Duque de Nassau, 1792-1839                                                                  | Guilherme, Duque de Nassau, 1792-1839                                                                         | Guilherme, Duque de Nassau, 1792-1839                                                                         | Guilherme, Duque de Nassau, 1792-1839                                                                             | Guilherme, Duque de Nassau, 1792-1839                                                                             | | | | |                                                                                               |                                                                                               |                                                                                               |                                                                                               |                                                                                               |                                                                                               |                                                                                                   |                                                                                                   |                                                                                                   |                                                                                                   |                                                                                                   |                                                                                                   |                                                      |                                                      | | | | | | |  |  |  |  |  |  |  |  |  |  |  |  |  |  |  |  |  |  |  |  |  |  |  |  |  |  |  |  |  |  |  |  |  |  |  |  |  |  |  |  |  |  |  |  |  |  |  |  |  |  |  |  |
|                                                                    |                                                                    | | | | | | | | | | |                                                                                             |                                                                                             |                                                                                             |                                                                                             | | | | | | |                                                                                                 |                                                                                                 | | | | | | | | | Família Real dos Países Baixos, consulte a próxima tabela abaixo                                                                                     | Família Real dos Países Baixos, consulte a próxima tabela abaixo                                                                                     | Família Real dos Países Baixos, consulte a próxima tabela abaixo                                                                                     | Família Real dos Países Baixos, consulte a próxima tabela abaixo                                                                                     | Família Real dos Países Baixos, consulte a próxima tabela abaixo                                                                                     | Família Real dos Países Baixos, consulte a próxima tabela abaixo                                                                                     |                                                                                                |                                                                                                |                                                                                                |                                                                                                |                                                                                      |                                                                                      |                                                                                      |                                                                                      | | | | | Guilherme, Duque de Nassau, 1792-1839                                                                  | Guilherme, Duque de Nassau, 1792-1839                                                                  | Guilherme, Duque de Nassau, 1792-1839                                                                         | Guilherme, Duque de Nassau, 1792-1839                                                                         | Guilherme, Duque de Nassau, 1792-1839                                                                             | Guilherme, Duque de Nassau, 1792-1839                                                                             | | | | |                                                                                               |                                                                                               |                                                                                               |                                                                                               |                                                                                               |                                                                                               |                                                                                                   |                                                                                                   |                                                                                                   |                                                                                                   |                                                                                                   |                                                                                                   |                                                      |                                                      | | | | | | |  |  |  |  |  |  |  |  |  |  |  |  |  |  |  |  |  |  |  |  |  |  |  |  |  |  |  |  |  |  |  |  |  |  |  |  |  |  |  |  |  |  |  |  |  |  |  |  |  |  |  |  |
|                                                                    |                                                                    | | | | | | | | | | |                                                                                             |                                                                                             |                                                                                             |                                                                                             | | | | | | |                                                                                                 |                                                                                                 | | | | | | | | | | | | | | |                                                                                                |                                                                                                |                                                                                                |                                                                                                |                                                                                      |                                                                                      |                                                                                      |                                                                                      | | | | | Adolfo 1817–1905, Duque de Nassau 1839-1866,Grão-Duque de Luxemburgo, 1890-1905                        | | | | | | | | | |                                                                                               |                                                                                               |                                                                                               |                                                                                               |                                                                                               |                                                                                               |                                                                                                   |                                                                                                   |                                                                                                   |                                                                                                   |                                                                                                   |                                                                                                   |                                                      |                                                      | | | | | | |  |  |  |  |  |  |  |  |  |  |  |  |  |  |  |  |  |  |  |  |  |  |  |  |  |  |  |  |  |  |  |  |  |  |  |  |  |  |  |  |  |  |  |  |  |  |  |  |  |  |  |  |
|                                                                    |                                                                    | | | | | | | | | | |                                                                                             |                                                                                             |                                                                                             |                                                                                             | | | | | | |                                                                                                 |                                                                                                 | | | | | | | | | | | | | | |                                                                                                |                                                                                                |                                                                                                |                                                                                                |                                                                                      |                                                                                      |                                                                                      |                                                                                      | | | | | | | | | | | | | | |                                                                                               |                                                                                               |                                                                                               |                                                                                               |                                                                                               |                                                                                               |                                                                                                   |                                                                                                   |                                                                                                   |                                                                                                   |                                                                                                   |                                                                                                   |                                                      |                                                      | | | | | | |  |  |  |  |  |  |  |  |  |  |  |  |  |  |  |  |  |  |  |  |  |  |  |  |  |  |  |  |  |  |  |  |  |  |  |  |  |  |  |  |  |  |  |  |  |  |  |  |  |  |  |  |
|                                                                    |                                                                    | | | | | | | | | | |                                                                                             |                                                                                             |                                                                                             |                                                                                             | | | | | | |                                                                                                 |                                                                                                 | | | | | | | | | | | | | | |                                                                                                |                                                                                                |                                                                                                |                                                                                                |                                                                                      |                                                                                      |                                                                                      |                                                                                      | | | | | Família grão-ducal luxemburguesa                                                                       | | | | | | | | | |                                                                                               |                                                                                               |                                                                                               |                                                                                               |                                                                                               |                                                                                               |                                                                                                   |                                                                                                   |                                                                                                   |                                                                                                   |                                                                                                   |                                                                                                   |                                                      |                                                      | | | | | | |  |  |  |  |  |  |  |  |  |  |  |  |  |  |  |  |  |  |  |  |  |  |  |  |  |  |  |  |  |  |  |  |  |  |  |  |  |  |  |  |  |  |  |  |  |  |  |  |  |  |  |  |

| Guilherme I, 1772-1843, Rei dos Países Baixos, 1815-1840                                                                    | Guilherme I, 1772-1843, Rei dos Países Baixos, 1815-1840                                                                    | Guilherme I, 1772-1843, Rei dos Países Baixos, 1815-1840                                                                    | Guilherme I, 1772-1843, Rei dos Países Baixos, 1815-1840                                                                    | Guilherme I, 1772-1843, Rei dos Países Baixos, 1815-1840                                                                    | Guilherme I, 1772-1843, Rei dos Países Baixos, 1815-1840                                                                    |                                                                              |                                                                              |                                                         |                                                         |                                                                         |                                                                         | Guilhermina da Prússia                                                  | Guilhermina da Prússia                                                  | Guilhermina da Prússia                                                       | Guilhermina da Prússia                                                       | Guilhermina da Prússia | Guilhermina da Prússia | | | | | | |                                               |                                               |                                                 |                                                 |                                                 |                                                 |                                                 |                                                 |                                              |                                              |                                                              |                                                              |                                                              |                                                              |                                                              |                                                              |                                         |                                         | | | | | | |                                                                           |                                                                           |                                                                          |                                                                          |                                                                                                   |                                                                                                   |                                                                                                   |                                                                                                   |                                                                                                   |                                                                                                   | | | | | | |
| Guilherme I, 1772-1843, Rei dos Países Baixos, 1815-1840                                                                    | Guilherme I, 1772-1843, Rei dos Países Baixos, 1815-1840                                                                    | Guilherme I, 1772-1843, Rei dos Países Baixos, 1815-1840                                                                    | Guilherme I, 1772-1843, Rei dos Países Baixos, 1815-1840                                                                    | Guilherme I, 1772-1843, Rei dos Países Baixos, 1815-1840                                                                    | Guilherme I, 1772-1843, Rei dos Países Baixos, 1815-1840                                                                    |                                                                              |                                                                              |                                                         |                                                         |                                                                         |                                                                         | Guilhermina da Prússia                                                  | Guilhermina da Prússia                                                  | Guilhermina da Prússia                                                       | Guilhermina da Prússia                                                       | Guilhermina da Prússia | Guilhermina da Prússia | | | | | | |                                               |                                               |                                                 |                                                 |                                                 |                                                 |                                                 |                                                 |                                              |                                              |                                                              |                                                              |                                                              |                                                              |                                                              |                                                              |                                         |                                         | | | | | | |                                                                           |                                                                           |                                                                          |                                                                          |                                                                                                   |                                                                                                   |                                                                                                   |                                                                                                   |                                                                                                   |                                                                                                   | | | | | | |
| | | | | | |                                                                              |                                                                              |                                                         |                                                         |                                                                         |                                                                         |                                                                         |                                                                         |                                                                              |                                                                              | | | | | | | | |                                               |                                               |                                                 |                                                 |                                                 |                                                 |                                                 |                                                 |                                              |                                              |                                                              |                                                              |                                                              |                                                              |                                                              |                                                              |                                         |                                         | | | | | | |                                                                           |                                                                           |                                                                          |                                                                          |                                                                                                   |                                                                                                   |                                                                                                   |                                                                                                   |                                                                                                   |                                                                                                   | | | | | | |
| | | | | | |                                                                              |                                                                              |                                                         |                                                         |                                                                         |                                                                         |                                                                         |                                                                         |                                                                              |                                                                              | | | | | | | | |                                               |                                               |                                                 |                                                 |                                                 |                                                 |                                                 |                                                 |                                              |                                              |                                                              |                                                              |                                                              |                                                              |                                                              |                                                              |                                         |                                         | | | | | | |                                                                           |                                                                           |                                                                          |                                                                          |                                                                                                   |                                                                                                   |                                                                                                   |                                                                                                   |                                                                                                   |                                                                                                   | | | | | | |
| | | | | | | Guilherme II, 1792-1849, Rei dos Países Baixos, 1840                         | Guilherme II, 1792-1849, Rei dos Países Baixos, 1840                         | Guilherme II, 1792-1849, Rei dos Países Baixos, 1840    | Guilherme II, 1792-1849, Rei dos Países Baixos, 1840    | Guilherme II, 1792-1849, Rei dos Países Baixos, 1840                    | Guilherme II, 1792-1849, Rei dos Países Baixos, 1840                    |                                                                         |                                                                         | Ana Pavlovna da Rússia                                                       | Ana Pavlovna da Rússia                                                       | Ana Pavlovna da Rússia | Ana Pavlovna da Rússia | Ana Pavlovna da Rússia | Ana Pavlovna da Rússia | | | | |                                               |                                               |                                                 |                                                 |                                                 |                                                 |                                                 |                                                 |                                              |                                              | Príncipe Frederico dos Países Baixos, 1797-1881              | Príncipe Frederico dos Países Baixos, 1797-1881              | Príncipe Frederico dos Países Baixos, 1797-1881              | Príncipe Frederico dos Países Baixos, 1797-1881              | Príncipe Frederico dos Países Baixos, 1797-1881              | Príncipe Frederico dos Países Baixos, 1797-1881              |                                         |                                         | | | Paulina de Orange-Nassau, 1800-1806                                                                                  | Paulina de Orange-Nassau, 1800-1806                                                                                  | Paulina de Orange-Nassau, 1800-1806                                                                                  | Paulina de Orange-Nassau, 1800-1806                                                                                  | Paulina de Orange-Nassau, 1800-1806                                       | Paulina de Orange-Nassau, 1800-1806                                       |                                                                          |                                                                          | Princesa Mariana dos Países Baixos, 1810-1883 casou com o Príncipe Alberto da Prússia (1809-1872) | Princesa Mariana dos Países Baixos, 1810-1883 casou com o Príncipe Alberto da Prússia (1809-1872) | Princesa Mariana dos Países Baixos, 1810-1883 casou com o Príncipe Alberto da Prússia (1809-1872) | Princesa Mariana dos Países Baixos, 1810-1883 casou com o Príncipe Alberto da Prússia (1809-1872) | Princesa Mariana dos Países Baixos, 1810-1883 casou com o Príncipe Alberto da Prússia (1809-1872) | Princesa Mariana dos Países Baixos, 1810-1883 casou com o Príncipe Alberto da Prússia (1809-1872) | | | | | | |
| | | | | | | Guilherme II, 1792-1849, Rei dos Países Baixos, 1840                         | Guilherme II, 1792-1849, Rei dos Países Baixos, 1840                         | Guilherme II, 1792-1849, Rei dos Países Baixos, 1840    | Guilherme II, 1792-1849, Rei dos Países Baixos, 1840    | Guilherme II, 1792-1849, Rei dos Países Baixos, 1840                    | Guilherme II, 1792-1849, Rei dos Países Baixos, 1840                    |                                                                         |                                                                         | Ana Pavlovna da Rússia                                                       | Ana Pavlovna da Rússia                                                       | Ana Pavlovna da Rússia | Ana Pavlovna da Rússia | Ana Pavlovna da Rússia | Ana Pavlovna da Rússia | | | | |                                               |                                               |                                                 |                                                 |                                                 |                                                 |                                                 |                                                 |                                              |                                              | Príncipe Frederico dos Países Baixos, 1797-1881              | Príncipe Frederico dos Países Baixos, 1797-1881              | Príncipe Frederico dos Países Baixos, 1797-1881              | Príncipe Frederico dos Países Baixos, 1797-1881              | Príncipe Frederico dos Países Baixos, 1797-1881              | Príncipe Frederico dos Países Baixos, 1797-1881              |                                         |                                         | | | Paulina de Orange-Nassau, 1800-1806                                                                                  | Paulina de Orange-Nassau, 1800-1806                                                                                  | Paulina de Orange-Nassau, 1800-1806                                                                                  | Paulina de Orange-Nassau, 1800-1806                                                                                  | Paulina de Orange-Nassau, 1800-1806                                       | Paulina de Orange-Nassau, 1800-1806                                       |                                                                          |                                                                          | Princesa Mariana dos Países Baixos, 1810-1883 casou com o Príncipe Alberto da Prússia (1809-1872) | Princesa Mariana dos Países Baixos, 1810-1883 casou com o Príncipe Alberto da Prússia (1809-1872) | Princesa Mariana dos Países Baixos, 1810-1883 casou com o Príncipe Alberto da Prússia (1809-1872) | Princesa Mariana dos Países Baixos, 1810-1883 casou com o Príncipe Alberto da Prússia (1809-1872) | Princesa Mariana dos Países Baixos, 1810-1883 casou com o Príncipe Alberto da Prússia (1809-1872) | Princesa Mariana dos Países Baixos, 1810-1883 casou com o Príncipe Alberto da Prússia (1809-1872) | | | | | | |
| | | | | | |                                                                              |                                                                              |                                                         |                                                         |                                                                         |                                                                         |                                                                         |                                                                         |                                                                              |                                                                              | | | | | | | | |                                               |                                               |                                                 |                                                 |                                                 |                                                 |                                                 |                                                 |                                              |                                              |                                                              |                                                              |                                                              |                                                              |                                                              |                                                              |                                         |                                         | | | | | | |                                                                           |                                                                           |                                                                          |                                                                          |                                                                                                   |                                                                                                   |                                                                                                   |                                                                                                   |                                                                                                   |                                                                                                   | | | | | | |
| | | | | | |                                                                              |                                                                              |                                                         |                                                         |                                                                         |                                                                         |                                                                         |                                                                         |                                                                              |                                                                              | | | | | | | | |                                               |                                               |                                                 |                                                 |                                                 |                                                 |                                                 |                                                 |                                              |                                              |                                                              |                                                              |                                                              |                                                              |                                                              |                                                              |                                         |                                         | | | | | | |                                                                           |                                                                           |                                                                          |                                                                          |                                                                                                   |                                                                                                   |                                                                                                   |                                                                                                   |                                                                                                   |                                                                                                   | | | | | | |
| | | | | | |                                                                              |                                                                              |                                                         |                                                         |                                                                         |                                                                         |                                                                         |                                                                         |                                                                              |                                                                              | | | | | | | | |                                               |                                               |                                                 |                                                 |                                                 |                                                 |                                                 |                                                 |                                              |                                              |                                                              |                                                              |                                                              |                                                              |                                                              |                                                              |                                         |                                         | | | | | | |                                                                           |                                                                           |                                                                          |                                                                          |                                                                                                   |                                                                                                   |                                                                                                   |                                                                                                   |                                                                                                   |                                                                                                   | | | | | | |
| | | | | | |                                                                              |                                                                              |                                                         |                                                         |                                                                         |                                                                         |                                                                         |                                                                         |                                                                              |                                                                              | | | | | | | | |                                               |                                               |                                                 |                                                 |                                                 |                                                 |                                                 |                                                 |                                              |                                              |                                                              |                                                              |                                                              |                                                              |                                                              |                                                              |                                         |                                         | | | | | | |                                                                           |                                                                           |                                                                          |                                                                          |                                                                                                   |                                                                                                   |                                                                                                   |                                                                                                   |                                                                                                   |                                                                                                   | | | | | | |
| Ema de Waldeck-Pyrmont | Ema de Waldeck-Pyrmont | Ema de Waldeck-Pyrmont | Ema de Waldeck-Pyrmont | Ema de Waldeck-Pyrmont | Ema de Waldeck-Pyrmont |                                                                              |                                                                              |                                                         |                                                         | Guilherme III, 1817-1890, Rei dos Países Baixos, 1849                   | Guilherme III, 1817-1890, Rei dos Países Baixos, 1849                   | Guilherme III, 1817-1890, Rei dos Países Baixos, 1849                   | Guilherme III, 1817-1890, Rei dos Países Baixos, 1849                   | Guilherme III, 1817-1890, Rei dos Países Baixos, 1849                        | Guilherme III, 1817-1890, Rei dos Países Baixos, 1849                        | | | Sofia de Württemberg | Sofia de Württemberg | Sofia de Württemberg | Sofia de Württemberg | Sofia de Württemberg | Sofia de Württemberg |                                               |                                               | Príncipe Alexander dos Países Baixos, 1818–1848 | Príncipe Alexander dos Países Baixos, 1818–1848 | Príncipe Alexander dos Países Baixos, 1818–1848 | Príncipe Alexander dos Países Baixos, 1818–1848 | Príncipe Alexander dos Países Baixos, 1818–1848 | Príncipe Alexander dos Países Baixos, 1818–1848 |                                              |                                              | Príncipe Henrique dos Países Baixos, "o Navegador" 1820–1879 | Príncipe Henrique dos Países Baixos, "o Navegador" 1820–1879 | Príncipe Henrique dos Países Baixos, "o Navegador" 1820–1879 | Príncipe Henrique dos Países Baixos, "o Navegador" 1820–1879 | Príncipe Henrique dos Países Baixos, "o Navegador" 1820–1879 | Príncipe Henrique dos Países Baixos, "o Navegador" 1820–1879 |                                         |                                         | Princesa Sofia dos Países Baixos, 1824–1897 casou com Carlos Alexandre, Grão-Duque de Saxe-Weimar-Eisenach           | Princesa Sofia dos Países Baixos, 1824–1897 casou com Carlos Alexandre, Grão-Duque de Saxe-Weimar-Eisenach           | Princesa Sofia dos Países Baixos, 1824–1897 casou com Carlos Alexandre, Grão-Duque de Saxe-Weimar-Eisenach           | Princesa Sofia dos Países Baixos, 1824–1897 casou com Carlos Alexandre, Grão-Duque de Saxe-Weimar-Eisenach           | Princesa Sofia dos Países Baixos, 1824–1897 casou com Carlos Alexandre, Grão-Duque de Saxe-Weimar-Eisenach           | Princesa Sofia dos Países Baixos, 1824–1897 casou com Carlos Alexandre, Grão-Duque de Saxe-Weimar-Eisenach           |                                                                           |                                                                           | Princesa Luísa dos Países Baixos,1828–1871 casou com Carlos XV da Suécia | Princesa Luísa dos Países Baixos,1828–1871 casou com Carlos XV da Suécia | Princesa Luísa dos Países Baixos,1828–1871 casou com Carlos XV da Suécia                          | Princesa Luísa dos Países Baixos,1828–1871 casou com Carlos XV da Suécia                          | Princesa Luísa dos Países Baixos,1828–1871 casou com Carlos XV da Suécia                          | Princesa Luísa dos Países Baixos,1828–1871 casou com Carlos XV da Suécia                          |                                                                                                   |                                                                                                   | Princesa Maria dos Países Baixos, 1841-1910 casou com Guilherme, Príncipe de Wied teve um filho Guilherme, Príncipe da Albânia | Princesa Maria dos Países Baixos, 1841-1910 casou com Guilherme, Príncipe de Wied teve um filho Guilherme, Príncipe da Albânia | Princesa Maria dos Países Baixos, 1841-1910 casou com Guilherme, Príncipe de Wied teve um filho Guilherme, Príncipe da Albânia | Princesa Maria dos Países Baixos, 1841-1910 casou com Guilherme, Príncipe de Wied teve um filho Guilherme, Príncipe da Albânia | Princesa Maria dos Países Baixos, 1841-1910 casou com Guilherme, Príncipe de Wied teve um filho Guilherme, Príncipe da Albânia | Princesa Maria dos Países Baixos, 1841-1910 casou com Guilherme, Príncipe de Wied teve um filho Guilherme, Príncipe da Albânia |
| Ema de Waldeck-Pyrmont | Ema de Waldeck-Pyrmont | Ema de Waldeck-Pyrmont | Ema de Waldeck-Pyrmont | Ema de Waldeck-Pyrmont | Ema de Waldeck-Pyrmont |                                                                              |                                                                              |                                                         |                                                         | Guilherme III, 1817-1890, Rei dos Países Baixos, 1849                   | Guilherme III, 1817-1890, Rei dos Países Baixos, 1849                   | Guilherme III, 1817-1890, Rei dos Países Baixos, 1849                   | Guilherme III, 1817-1890, Rei dos Países Baixos, 1849                   | Guilherme III, 1817-1890, Rei dos Países Baixos, 1849                        | Guilherme III, 1817-1890, Rei dos Países Baixos, 1849                        | | | Sofia de Württemberg | Sofia de Württemberg | Sofia de Württemberg | Sofia de Württemberg | Sofia de Württemberg | Sofia de Württemberg |                                               |                                               | Príncipe Alexander dos Países Baixos, 1818–1848 | Príncipe Alexander dos Países Baixos, 1818–1848 | Príncipe Alexander dos Países Baixos, 1818–1848 | Príncipe Alexander dos Países Baixos, 1818–1848 | Príncipe Alexander dos Países Baixos, 1818–1848 | Príncipe Alexander dos Países Baixos, 1818–1848 |                                              |                                              | Príncipe Henrique dos Países Baixos, "o Navegador" 1820–1879 | Príncipe Henrique dos Países Baixos, "o Navegador" 1820–1879 | Príncipe Henrique dos Países Baixos, "o Navegador" 1820–1879 | Príncipe Henrique dos Países Baixos, "o Navegador" 1820–1879 | Príncipe Henrique dos Países Baixos, "o Navegador" 1820–1879 | Príncipe Henrique dos Países Baixos, "o Navegador" 1820–1879 |                                         |                                         | Princesa Sofia dos Países Baixos, 1824–1897 casou com Carlos Alexandre, Grão-Duque de Saxe-Weimar-Eisenach           | Princesa Sofia dos Países Baixos, 1824–1897 casou com Carlos Alexandre, Grão-Duque de Saxe-Weimar-Eisenach           | Princesa Sofia dos Países Baixos, 1824–1897 casou com Carlos Alexandre, Grão-Duque de Saxe-Weimar-Eisenach           | Princesa Sofia dos Países Baixos, 1824–1897 casou com Carlos Alexandre, Grão-Duque de Saxe-Weimar-Eisenach           | Princesa Sofia dos Países Baixos, 1824–1897 casou com Carlos Alexandre, Grão-Duque de Saxe-Weimar-Eisenach           | Princesa Sofia dos Países Baixos, 1824–1897 casou com Carlos Alexandre, Grão-Duque de Saxe-Weimar-Eisenach           |                                                                           |                                                                           | Princesa Luísa dos Países Baixos,1828–1871 casou com Carlos XV da Suécia | Princesa Luísa dos Países Baixos,1828–1871 casou com Carlos XV da Suécia | Princesa Luísa dos Países Baixos,1828–1871 casou com Carlos XV da Suécia                          | Princesa Luísa dos Países Baixos,1828–1871 casou com Carlos XV da Suécia                          | Princesa Luísa dos Países Baixos,1828–1871 casou com Carlos XV da Suécia                          | Princesa Luísa dos Países Baixos,1828–1871 casou com Carlos XV da Suécia                          |                                                                                                   |                                                                                                   | Princesa Maria dos Países Baixos, 1841-1910 casou com Guilherme, Príncipe de Wied teve um filho Guilherme, Príncipe da Albânia | Princesa Maria dos Países Baixos, 1841-1910 casou com Guilherme, Príncipe de Wied teve um filho Guilherme, Príncipe da Albânia | Princesa Maria dos Países Baixos, 1841-1910 casou com Guilherme, Príncipe de Wied teve um filho Guilherme, Príncipe da Albânia | Princesa Maria dos Países Baixos, 1841-1910 casou com Guilherme, Príncipe de Wied teve um filho Guilherme, Príncipe da Albânia | Princesa Maria dos Países Baixos, 1841-1910 casou com Guilherme, Príncipe de Wied teve um filho Guilherme, Príncipe da Albânia | Princesa Maria dos Países Baixos, 1841-1910 casou com Guilherme, Príncipe de Wied teve um filho Guilherme, Príncipe da Albânia |
| | | | | | |                                                                              |                                                                              |                                                         |                                                         |                                                                         |                                                                         |                                                                         |                                                                         |                                                                              |                                                                              | | | | | | | | |                                               |                                               |                                                 |                                                 |                                                 |                                                 |                                                 |                                                 |                                              |                                              |                                                              |                                                              |                                                              |                                                              |                                                              |                                                              |                                         |                                         | | | | | | |                                                                           |                                                                           |                                                                          |                                                                          |                                                                                                   |                                                                                                   |                                                                                                   |                                                                                                   |                                                                                                   |                                                                                                   | | | | | | |
| | | | | | |                                                                              |                                                                              |                                                         |                                                         |                                                                         |                                                                         |                                                                         |                                                                         |                                                                              |                                                                              | | | | | | | | |                                               |                                               |                                                 |                                                 |                                                 |                                                 |                                                 |                                                 |                                              |                                              |                                                              |                                                              |                                                              |                                                              |                                                              |                                                              |                                         |                                         | | | | | | |                                                                           |                                                                           |                                                                          |                                                                          |                                                                                                   |                                                                                                   |                                                                                                   |                                                                                                   |                                                                                                   |                                                                                                   | | | | | | |
| | | Guilhermina, 1880-1962, Rainha dos Países Baixos, 1890-1948 A partir de 1907                                                | Guilhermina, 1880-1962, Rainha dos Países Baixos, 1890-1948 A partir de 1907                                                | Guilhermina, 1880-1962, Rainha dos Países Baixos, 1890-1948 A partir de 1907                                                | Guilhermina, 1880-1962, Rainha dos Países Baixos, 1890-1948 A partir de 1907                                                | Guilhermina, 1880-1962, Rainha dos Países Baixos, 1890-1948 A partir de 1907 | Guilhermina, 1880-1962, Rainha dos Países Baixos, 1890-1948 A partir de 1907 |                                                         |                                                         | Henrique de Mecklemburgo-Schwerin 1876-1934, Príncipe dos Países Baixos | Henrique de Mecklemburgo-Schwerin 1876-1934, Príncipe dos Países Baixos | Henrique de Mecklemburgo-Schwerin 1876-1934, Príncipe dos Países Baixos | Henrique de Mecklemburgo-Schwerin 1876-1934, Príncipe dos Países Baixos | Henrique de Mecklemburgo-Schwerin 1876-1934, Príncipe dos Países Baixos      | Henrique de Mecklemburgo-Schwerin 1876-1934, Príncipe dos Países Baixos      | | | Guilherme, Príncipe de Orange 1840-1879 | Guilherme, Príncipe de Orange 1840-1879 | Guilherme, Príncipe de Orange 1840-1879 | Guilherme, Príncipe de Orange 1840-1879 | Guilherme, Príncipe de Orange 1840-1879                                                                                       | Guilherme, Príncipe de Orange 1840-1879                                                                                       |                                               |                                               | Príncipe Maurício dos Países Baixos 1843-1850   | Príncipe Maurício dos Países Baixos 1843-1850   | Príncipe Maurício dos Países Baixos 1843-1850   | Príncipe Maurício dos Países Baixos 1843-1850   | Príncipe Maurício dos Países Baixos 1843-1850   | Príncipe Maurício dos Países Baixos 1843-1850   |                                              |                                              | Alexander, Príncipe de Orange, 1851-1884                     | Alexander, Príncipe de Orange, 1851-1884                     | Alexander, Príncipe de Orange, 1851-1884                     | Alexander, Príncipe de Orange, 1851-1884                     | Alexander, Príncipe de Orange, 1851-1884                     | Alexander, Príncipe de Orange, 1851-1884                     |                                         |                                         | | | | | | |                                                                           |                                                                           |                                                                          |                                                                          |                                                                                                   |                                                                                                   |                                                                                                   |                                                                                                   |                                                                                                   |                                                                                                   | | | | | | |
| | | Guilhermina, 1880-1962, Rainha dos Países Baixos, 1890-1948 A partir de 1907                                                | Guilhermina, 1880-1962, Rainha dos Países Baixos, 1890-1948 A partir de 1907                                                | Guilhermina, 1880-1962, Rainha dos Países Baixos, 1890-1948 A partir de 1907                                                | Guilhermina, 1880-1962, Rainha dos Países Baixos, 1890-1948 A partir de 1907                                                | Guilhermina, 1880-1962, Rainha dos Países Baixos, 1890-1948 A partir de 1907 | Guilhermina, 1880-1962, Rainha dos Países Baixos, 1890-1948 A partir de 1907 |                                                         |                                                         | Henrique de Mecklemburgo-Schwerin 1876-1934, Príncipe dos Países Baixos | Henrique de Mecklemburgo-Schwerin 1876-1934, Príncipe dos Países Baixos | Henrique de Mecklemburgo-Schwerin 1876-1934, Príncipe dos Países Baixos | Henrique de Mecklemburgo-Schwerin 1876-1934, Príncipe dos Países Baixos | Henrique de Mecklemburgo-Schwerin 1876-1934, Príncipe dos Países Baixos      | Henrique de Mecklemburgo-Schwerin 1876-1934, Príncipe dos Países Baixos      | | | Guilherme, Príncipe de Orange 1840-1879 | Guilherme, Príncipe de Orange 1840-1879 | Guilherme, Príncipe de Orange 1840-1879 | Guilherme, Príncipe de Orange 1840-1879 | Guilherme, Príncipe de Orange 1840-1879                                                                                       | Guilherme, Príncipe de Orange 1840-1879                                                                                       |                                               |                                               | Príncipe Maurício dos Países Baixos 1843-1850   | Príncipe Maurício dos Países Baixos 1843-1850   | Príncipe Maurício dos Países Baixos 1843-1850   | Príncipe Maurício dos Países Baixos 1843-1850   | Príncipe Maurício dos Países Baixos 1843-1850   | Príncipe Maurício dos Países Baixos 1843-1850   |                                              |                                              | Alexander, Príncipe de Orange, 1851-1884                     | Alexander, Príncipe de Orange, 1851-1884                     | Alexander, Príncipe de Orange, 1851-1884                     | Alexander, Príncipe de Orange, 1851-1884                     | Alexander, Príncipe de Orange, 1851-1884                     | Alexander, Príncipe de Orange, 1851-1884                     |                                         |                                         | | | | | | |                                                                           |                                                                           |                                                                          |                                                                          |                                                                                                   |                                                                                                   |                                                                                                   |                                                                                                   |                                                                                                   |                                                                                                   | | | | | | |
| | | | | | |                                                                              |                                                                              |                                                         |                                                         |                                                                         |                                                                         |                                                                         |                                                                         |                                                                              |                                                                              | | | | | | | | |                                               |                                               |                                                 |                                                 |                                                 |                                                 |                                                 |                                                 |                                              |                                              |                                                              |                                                              |                                                              |                                                              |                                                              |                                                              |                                         |                                         | | | | | | |                                                                           |                                                                           |                                                                          |                                                                          |                                                                                                   |                                                                                                   |                                                                                                   |                                                                                                   |                                                                                                   |                                                                                                   | | | | | | |
| | | | | | | Juliana 1909-2004, Rainha dos Países Baixos, 1948-1980                       | Juliana 1909-2004, Rainha dos Países Baixos, 1948-1980                       | Juliana 1909-2004, Rainha dos Países Baixos, 1948-1980  | Juliana 1909-2004, Rainha dos Países Baixos, 1948-1980  | Juliana 1909-2004, Rainha dos Países Baixos, 1948-1980                  | Juliana 1909-2004, Rainha dos Países Baixos, 1948-1980                  |                                                                         |                                                                         | Príncipe Bernhard de Lippe-Biesterfeld, Príncipe dos Países Baixos 1911-2004 | Príncipe Bernhard de Lippe-Biesterfeld, Príncipe dos Países Baixos 1911-2004 | Príncipe Bernhard de Lippe-Biesterfeld, Príncipe dos Países Baixos 1911-2004 | Príncipe Bernhard de Lippe-Biesterfeld, Príncipe dos Países Baixos 1911-2004 | Príncipe Bernhard de Lippe-Biesterfeld, Príncipe dos Países Baixos 1911-2004 | Príncipe Bernhard de Lippe-Biesterfeld, Príncipe dos Países Baixos 1911-2004 | | | | |                                               |                                               |                                                 |                                                 |                                                 |                                                 |                                                 |                                                 |                                              |                                              |                                                              |                                                              |                                                              |                                                              |                                                              |                                                              |                                         |                                         | | | | | | |                                                                           |                                                                           |                                                                          |                                                                          |                                                                                                   |                                                                                                   |                                                                                                   |                                                                                                   |                                                                                                   |                                                                                                   | | | | | | |
| | | | | | | Juliana 1909-2004, Rainha dos Países Baixos, 1948-1980                       | Juliana 1909-2004, Rainha dos Países Baixos, 1948-1980                       | Juliana 1909-2004, Rainha dos Países Baixos, 1948-1980  | Juliana 1909-2004, Rainha dos Países Baixos, 1948-1980  | Juliana 1909-2004, Rainha dos Países Baixos, 1948-1980                  | Juliana 1909-2004, Rainha dos Países Baixos, 1948-1980                  |                                                                         |                                                                         | Príncipe Bernhard de Lippe-Biesterfeld, Príncipe dos Países Baixos 1911-2004 | Príncipe Bernhard de Lippe-Biesterfeld, Príncipe dos Países Baixos 1911-2004 | Príncipe Bernhard de Lippe-Biesterfeld, Príncipe dos Países Baixos 1911-2004 | Príncipe Bernhard de Lippe-Biesterfeld, Príncipe dos Países Baixos 1911-2004 | Príncipe Bernhard de Lippe-Biesterfeld, Príncipe dos Países Baixos 1911-2004 | Príncipe Bernhard de Lippe-Biesterfeld, Príncipe dos Países Baixos 1911-2004 | | | | |                                               |                                               |                                                 |                                                 |                                                 |                                                 |                                                 |                                                 |                                              |                                              |                                                              |                                                              |                                                              |                                                              |                                                              |                                                              |                                         |                                         | | | | | | |                                                                           |                                                                           |                                                                          |                                                                          |                                                                                                   |                                                                                                   |                                                                                                   |                                                                                                   |                                                                                                   |                                                                                                   | | | | | | |
| | | | | | |                                                                              |                                                                              |                                                         |                                                         |                                                                         |                                                                         |                                                                         |                                                                         |                                                                              |                                                                              | | | | | | | | |                                               |                                               |                                                 |                                                 |                                                 |                                                 |                                                 |                                                 |                                              |                                              |                                                              |                                                              |                                                              |                                                              |                                                              |                                                              |                                         |                                         | | | | | | |                                                                           |                                                                           |                                                                          |                                                                          |                                                                                                   |                                                                                                   |                                                                                                   |                                                                                                   |                                                                                                   |                                                                                                   | | | | | | |
| | | | | | |                                                                              |                                                                              |                                                         |                                                         |                                                                         |                                                                         |                                                                         |                                                                         |                                                                              |                                                                              | | | | | | | | |                                               |                                               |                                                 |                                                 |                                                 |                                                 |                                                 |                                                 |                                              |                                              |                                                              |                                                              |                                                              |                                                              |                                                              |                                                              |                                         |                                         | | | | | | |                                                                           |                                                                           |                                                                          |                                                                          |                                                                                                   |                                                                                                   |                                                                                                   |                                                                                                   |                                                                                                   |                                                                                                   | | | | | | |
| Beatriz,1938-, Rainha dos Países Baixos,1980-2013                                                                           | Beatriz,1938-, Rainha dos Países Baixos,1980-2013                                                                           | Beatriz,1938-, Rainha dos Países Baixos,1980-2013                                                                           | Beatriz,1938-, Rainha dos Países Baixos,1980-2013                                                                           | Beatriz,1938-, Rainha dos Países Baixos,1980-2013                                                                           | Beatriz,1938-, Rainha dos Países Baixos,1980-2013                                                                           |                                                                              |                                                                              | Claus van Amsberg,1926-2002, Príncipe dos Países Baixos | Claus van Amsberg,1926-2002, Príncipe dos Países Baixos | Claus van Amsberg,1926-2002, Príncipe dos Países Baixos                 | Claus van Amsberg,1926-2002, Príncipe dos Países Baixos                 | Claus van Amsberg,1926-2002, Príncipe dos Países Baixos                 | Claus van Amsberg,1926-2002, Príncipe dos Países Baixos                 |                                                                              |                                                                              | | | Princesa Irene dos Países Baixos, 1939, m.(1964–1981) Carlos Hugo de Bourbon-Parma, Duque de Parma, 4 filhos fora da sucessão                                                                        | Princesa Irene dos Países Baixos, 1939, m.(1964–1981) Carlos Hugo de Bourbon-Parma, Duque de Parma, 4 filhos fora da sucessão                                                                        | Princesa Irene dos Países Baixos, 1939, m.(1964–1981) Carlos Hugo de Bourbon-Parma, Duque de Parma, 4 filhos fora da sucessão                                                                        | Princesa Irene dos Países Baixos, 1939, m.(1964–1981) Carlos Hugo de Bourbon-Parma, Duque de Parma, 4 filhos fora da sucessão                                                                        | Princesa Irene dos Países Baixos, 1939, m.(1964–1981) Carlos Hugo de Bourbon-Parma, Duque de Parma, 4 filhos fora da sucessão | Princesa Irene dos Países Baixos, 1939, m.(1964–1981) Carlos Hugo de Bourbon-Parma, Duque de Parma, 4 filhos fora da sucessão |                                               |                                               | Princesa Margarida dos Países Baixos, 1943-     | Princesa Margarida dos Países Baixos, 1943-     | Princesa Margarida dos Países Baixos, 1943-     | Princesa Margarida dos Países Baixos, 1943-     | Princesa Margarida dos Países Baixos, 1943-     | Princesa Margarida dos Países Baixos, 1943-     |                                              |                                              | Pieter van Vollenhoven                                       | Pieter van Vollenhoven                                       | Pieter van Vollenhoven                                       | Pieter van Vollenhoven                                       | Pieter van Vollenhoven                                       | Pieter van Vollenhoven                                       |                                         |                                         | Princesa Cristina dos Países Baixos,1947, m. Jorge Pérez y Guillermo (m. 1975; div. 1996), 3 filhos fora da sucessão | Princesa Cristina dos Países Baixos,1947, m. Jorge Pérez y Guillermo (m. 1975; div. 1996), 3 filhos fora da sucessão | Princesa Cristina dos Países Baixos,1947, m. Jorge Pérez y Guillermo (m. 1975; div. 1996), 3 filhos fora da sucessão | Princesa Cristina dos Países Baixos,1947, m. Jorge Pérez y Guillermo (m. 1975; div. 1996), 3 filhos fora da sucessão | Princesa Cristina dos Países Baixos,1947, m. Jorge Pérez y Guillermo (m. 1975; div. 1996), 3 filhos fora da sucessão | Princesa Cristina dos Países Baixos,1947, m. Jorge Pérez y Guillermo (m. 1975; div. 1996), 3 filhos fora da sucessão |                                                                           |                                                                           |                                                                          |                                                                          |                                                                                                   |                                                                                                   |                                                                                                   |                                                                                                   |                                                                                                   |                                                                                                   | | | | | | |
| Beatriz,1938-, Rainha dos Países Baixos,1980-2013                                                                           | Beatriz,1938-, Rainha dos Países Baixos,1980-2013                                                                           | Beatriz,1938-, Rainha dos Países Baixos,1980-2013                                                                           | Beatriz,1938-, Rainha dos Países Baixos,1980-2013                                                                           | Beatriz,1938-, Rainha dos Países Baixos,1980-2013                                                                           | Beatriz,1938-, Rainha dos Países Baixos,1980-2013                                                                           |                                                                              |                                                                              | Claus van Amsberg,1926-2002, Príncipe dos Países Baixos | Claus van Amsberg,1926-2002, Príncipe dos Países Baixos | Claus van Amsberg,1926-2002, Príncipe dos Países Baixos                 | Claus van Amsberg,1926-2002, Príncipe dos Países Baixos                 | Claus van Amsberg,1926-2002, Príncipe dos Países Baixos                 | Claus van Amsberg,1926-2002, Príncipe dos Países Baixos                 |                                                                              |                                                                              | | | Princesa Irene dos Países Baixos, 1939, m.(1964–1981) Carlos Hugo de Bourbon-Parma, Duque de Parma, 4 filhos fora da sucessão                                                                        | Princesa Irene dos Países Baixos, 1939, m.(1964–1981) Carlos Hugo de Bourbon-Parma, Duque de Parma, 4 filhos fora da sucessão                                                                        | Princesa Irene dos Países Baixos, 1939, m.(1964–1981) Carlos Hugo de Bourbon-Parma, Duque de Parma, 4 filhos fora da sucessão                                                                        | Princesa Irene dos Países Baixos, 1939, m.(1964–1981) Carlos Hugo de Bourbon-Parma, Duque de Parma, 4 filhos fora da sucessão                                                                        | Princesa Irene dos Países Baixos, 1939, m.(1964–1981) Carlos Hugo de Bourbon-Parma, Duque de Parma, 4 filhos fora da sucessão | Princesa Irene dos Países Baixos, 1939, m.(1964–1981) Carlos Hugo de Bourbon-Parma, Duque de Parma, 4 filhos fora da sucessão |                                               |                                               | Princesa Margarida dos Países Baixos, 1943-     | Princesa Margarida dos Países Baixos, 1943-     | Princesa Margarida dos Países Baixos, 1943-     | Princesa Margarida dos Países Baixos, 1943-     | Princesa Margarida dos Países Baixos, 1943-     | Princesa Margarida dos Países Baixos, 1943-     |                                              |                                              | Pieter van Vollenhoven                                       | Pieter van Vollenhoven                                       | Pieter van Vollenhoven                                       | Pieter van Vollenhoven                                       | Pieter van Vollenhoven                                       | Pieter van Vollenhoven                                       |                                         |                                         | Princesa Cristina dos Países Baixos,1947, m. Jorge Pérez y Guillermo (m. 1975; div. 1996), 3 filhos fora da sucessão | Princesa Cristina dos Países Baixos,1947, m. Jorge Pérez y Guillermo (m. 1975; div. 1996), 3 filhos fora da sucessão | Princesa Cristina dos Países Baixos,1947, m. Jorge Pérez y Guillermo (m. 1975; div. 1996), 3 filhos fora da sucessão | Princesa Cristina dos Países Baixos,1947, m. Jorge Pérez y Guillermo (m. 1975; div. 1996), 3 filhos fora da sucessão | Princesa Cristina dos Países Baixos,1947, m. Jorge Pérez y Guillermo (m. 1975; div. 1996), 3 filhos fora da sucessão | Princesa Cristina dos Países Baixos,1947, m. Jorge Pérez y Guillermo (m. 1975; div. 1996), 3 filhos fora da sucessão |                                                                           |                                                                           |                                                                          |                                                                          |                                                                                                   |                                                                                                   |                                                                                                   |                                                                                                   |                                                                                                   |                                                                                                   | | | | | | |
| | | | | | |                                                                              |                                                                              |                                                         |                                                         |                                                                         |                                                                         |                                                                         |                                                                         |                                                                              |                                                                              | | | | | | | | |                                               |                                               |                                                 |                                                 |                                                 |                                                 |                                                 |                                                 |                                              |                                              |                                                              |                                                              |                                                              |                                                              |                                                              |                                                              |                                         |                                         | | | | | | |                                                                           |                                                                           |                                                                          |                                                                          |                                                                                                   |                                                                                                   |                                                                                                   |                                                                                                   |                                                                                                   |                                                                                                   | | | | | | |
| | | | | | |                                                                              |                                                                              |                                                         |                                                         |                                                                         |                                                                         |                                                                         |                                                                         |                                                                              |                                                                              | | | | | | | | |                                               |                                               |                                                 |                                                 |                                                 |                                                 |                                                 |                                                 |                                              |                                              |                                                              |                                                              |                                                              |                                                              |                                                              |                                                              |                                         |                                         | | | | | | |                                                                           |                                                                           |                                                                          |                                                                          |                                                                                                   |                                                                                                   |                                                                                                   |                                                                                                   |                                                                                                   |                                                                                                   | | | | | | |
| Guilherme Alexandre dos Países Baixos,1967- Príncipe de Orange & Herdeiro aparente, 1980-2013, Rei dos Países Baixos, 2013- | Guilherme Alexandre dos Países Baixos,1967- Príncipe de Orange & Herdeiro aparente, 1980-2013, Rei dos Países Baixos, 2013- | Guilherme Alexandre dos Países Baixos,1967- Príncipe de Orange & Herdeiro aparente, 1980-2013, Rei dos Países Baixos, 2013- | Guilherme Alexandre dos Países Baixos,1967- Príncipe de Orange & Herdeiro aparente, 1980-2013, Rei dos Países Baixos, 2013- | Guilherme Alexandre dos Países Baixos,1967- Príncipe de Orange & Herdeiro aparente, 1980-2013, Rei dos Países Baixos, 2013- | Guilherme Alexandre dos Países Baixos,1967- Príncipe de Orange & Herdeiro aparente, 1980-2013, Rei dos Países Baixos, 2013- |                                                                              |                                                                              | Rainha Máxima dos Países Baixos                         | Rainha Máxima dos Países Baixos                         | Rainha Máxima dos Países Baixos                                         | Rainha Máxima dos Países Baixos                                         | Rainha Máxima dos Países Baixos                                         | Rainha Máxima dos Países Baixos                                         |                                                                              |                                                                              | Príncipe Friso de Orange-Nassau 1968-2013 c.(2004) Mabel Wisse Smit sem premissão, seus filhos não são elegíveis para o trono e ele já não era um príncipe dos Países Baixos depois de seu casamento | Príncipe Friso de Orange-Nassau 1968-2013 c.(2004) Mabel Wisse Smit sem premissão, seus filhos não são elegíveis para o trono e ele já não era um príncipe dos Países Baixos depois de seu casamento | Príncipe Friso de Orange-Nassau 1968-2013 c.(2004) Mabel Wisse Smit sem premissão, seus filhos não são elegíveis para o trono e ele já não era um príncipe dos Países Baixos depois de seu casamento | Príncipe Friso de Orange-Nassau 1968-2013 c.(2004) Mabel Wisse Smit sem premissão, seus filhos não são elegíveis para o trono e ele já não era um príncipe dos Países Baixos depois de seu casamento | Príncipe Friso de Orange-Nassau 1968-2013 c.(2004) Mabel Wisse Smit sem premissão, seus filhos não são elegíveis para o trono e ele já não era um príncipe dos Países Baixos depois de seu casamento | Príncipe Friso de Orange-Nassau 1968-2013 c.(2004) Mabel Wisse Smit sem premissão, seus filhos não são elegíveis para o trono e ele já não era um príncipe dos Países Baixos depois de seu casamento | | | Príncipe Constantino dos Países Baixos, 1969- | Príncipe Constantino dos Países Baixos, 1969- | Príncipe Constantino dos Países Baixos, 1969-   | Príncipe Constantino dos Países Baixos, 1969-   | Príncipe Constantino dos Países Baixos, 1969-   | Príncipe Constantino dos Países Baixos, 1969-   |                                                 |                                                 | Princesa Laurentina dos Países Baixos        | Princesa Laurentina dos Países Baixos        | Princesa Laurentina dos Países Baixos                        | Princesa Laurentina dos Países Baixos                        | Princesa Laurentina dos Países Baixos                        | Princesa Laurentina dos Países Baixos                        |                                                              |                                                              |                                         |                                         | | | 4 filhos, 2 dos quais eram elegíveis ao trono até Beatriz abdicar em 2013                                            | 4 filhos, 2 dos quais eram elegíveis ao trono até Beatriz abdicar em 2013                                            | 4 filhos, 2 dos quais eram elegíveis ao trono até Beatriz abdicar em 2013                                            | 4 filhos, 2 dos quais eram elegíveis ao trono até Beatriz abdicar em 2013                                            | 4 filhos, 2 dos quais eram elegíveis ao trono até Beatriz abdicar em 2013 | 4 filhos, 2 dos quais eram elegíveis ao trono até Beatriz abdicar em 2013 |                                                                          |                                                                          |                                                                                                   |                                                                                                   |                                                                                                   |                                                                                                   |                                                                                                   |                                                                                                   | | | | | | |
| Guilherme Alexandre dos Países Baixos,1967- Príncipe de Orange & Herdeiro aparente, 1980-2013, Rei dos Países Baixos, 2013- | Guilherme Alexandre dos Países Baixos,1967- Príncipe de Orange & Herdeiro aparente, 1980-2013, Rei dos Países Baixos, 2013- | Guilherme Alexandre dos Países Baixos,1967- Príncipe de Orange & Herdeiro aparente, 1980-2013, Rei dos Países Baixos, 2013- | Guilherme Alexandre dos Países Baixos,1967- Príncipe de Orange & Herdeiro aparente, 1980-2013, Rei dos Países Baixos, 2013- | Guilherme Alexandre dos Países Baixos,1967- Príncipe de Orange & Herdeiro aparente, 1980-2013, Rei dos Países Baixos, 2013- | Guilherme Alexandre dos Países Baixos,1967- Príncipe de Orange & Herdeiro aparente, 1980-2013, Rei dos Países Baixos, 2013- |                                                                              |                                                                              | Rainha Máxima dos Países Baixos                         | Rainha Máxima dos Países Baixos                         | Rainha Máxima dos Países Baixos                                         | Rainha Máxima dos Países Baixos                                         | Rainha Máxima dos Países Baixos                                         | Rainha Máxima dos Países Baixos                                         |                                                                              |                                                                              | Príncipe Friso de Orange-Nassau 1968-2013 c.(2004) Mabel Wisse Smit sem premissão, seus filhos não são elegíveis para o trono e ele já não era um príncipe dos Países Baixos depois de seu casamento | Príncipe Friso de Orange-Nassau 1968-2013 c.(2004) Mabel Wisse Smit sem premissão, seus filhos não são elegíveis para o trono e ele já não era um príncipe dos Países Baixos depois de seu casamento | Príncipe Friso de Orange-Nassau 1968-2013 c.(2004) Mabel Wisse Smit sem premissão, seus filhos não são elegíveis para o trono e ele já não era um príncipe dos Países Baixos depois de seu casamento | Príncipe Friso de Orange-Nassau 1968-2013 c.(2004) Mabel Wisse Smit sem premissão, seus filhos não são elegíveis para o trono e ele já não era um príncipe dos Países Baixos depois de seu casamento | Príncipe Friso de Orange-Nassau 1968-2013 c.(2004) Mabel Wisse Smit sem premissão, seus filhos não são elegíveis para o trono e ele já não era um príncipe dos Países Baixos depois de seu casamento | Príncipe Friso de Orange-Nassau 1968-2013 c.(2004) Mabel Wisse Smit sem premissão, seus filhos não são elegíveis para o trono e ele já não era um príncipe dos Países Baixos depois de seu casamento | | | Príncipe Constantino dos Países Baixos, 1969- | Príncipe Constantino dos Países Baixos, 1969- | Príncipe Constantino dos Países Baixos, 1969-   | Príncipe Constantino dos Países Baixos, 1969-   | Príncipe Constantino dos Países Baixos, 1969-   | Príncipe Constantino dos Países Baixos, 1969-   |                                                 |                                                 | Princesa Laurentina dos Países Baixos        | Princesa Laurentina dos Países Baixos        | Princesa Laurentina dos Países Baixos                        | Princesa Laurentina dos Países Baixos                        | Princesa Laurentina dos Países Baixos                        | Princesa Laurentina dos Países Baixos                        |                                                              |                                                              |                                         |                                         | | | 4 filhos, 2 dos quais eram elegíveis ao trono até Beatriz abdicar em 2013                                            | 4 filhos, 2 dos quais eram elegíveis ao trono até Beatriz abdicar em 2013                                            | 4 filhos, 2 dos quais eram elegíveis ao trono até Beatriz abdicar em 2013                                            | 4 filhos, 2 dos quais eram elegíveis ao trono até Beatriz abdicar em 2013                                            | 4 filhos, 2 dos quais eram elegíveis ao trono até Beatriz abdicar em 2013 | 4 filhos, 2 dos quais eram elegíveis ao trono até Beatriz abdicar em 2013 |                                                                          |                                                                          |                                                                                                   |                                                                                                   |                                                                                                   |                                                                                                   |                                                                                                   |                                                                                                   | | | | | | |
| | | | | | |                                                                              |                                                                              |                                                         |                                                         |                                                                         |                                                                         |                                                                         |                                                                         |                                                                              |                                                                              | | | | | | | | |                                               |                                               |                                                 |                                                 |                                                 |                                                 |                                                 |                                                 |                                              |                                              |                                                              |                                                              |                                                              |                                                              |                                                              |                                                              |                                         |                                         | | | | | | |                                                                           |                                                                           |                                                                          |                                                                          |                                                                                                   |                                                                                                   |                                                                                                   |                                                                                                   |                                                                                                   |                                                                                                   | | | | | | |
| | | | | | |                                                                              |                                                                              |                                                         |                                                         |                                                                         |                                                                         |                                                                         |                                                                         |                                                                              |                                                                              | | | | | | | | |                                               |                                               |                                                 |                                                 |                                                 |                                                 |                                                 |                                                 |                                              |                                              |                                                              |                                                              |                                                              |                                                              |                                                              |                                                              |                                         |                                         | | | | | | |                                                                           |                                                                           |                                                                          |                                                                          |                                                                                                   |                                                                                                   |                                                                                                   |                                                                                                   |                                                                                                   |                                                                                                   | | | | | | |
| Princesa Catarina-Amália dos Países Baixos,2003- Princesa de Orange & herdeira aparente, 2013-                              | Princesa Catarina-Amália dos Países Baixos,2003- Princesa de Orange & herdeira aparente, 2013-                              | Princesa Catarina-Amália dos Países Baixos,2003- Princesa de Orange & herdeira aparente, 2013-                              | Princesa Catarina-Amália dos Países Baixos,2003- Princesa de Orange & herdeira aparente, 2013-                              | Princesa Catarina-Amália dos Países Baixos,2003- Princesa de Orange & herdeira aparente, 2013-                              | Princesa Catarina-Amália dos Países Baixos,2003- Princesa de Orange & herdeira aparente, 2013-                              |                                                                              |                                                                              | Princesa Alexia dos Países Baixos, 2005-                | Princesa Alexia dos Países Baixos, 2005-                | Princesa Alexia dos Países Baixos, 2005-                                | Princesa Alexia dos Países Baixos, 2005-                                | Princesa Alexia dos Países Baixos, 2005-                                | Princesa Alexia dos Países Baixos, 2005-                                |                                                                              |                                                                              | Princesa Ariana dos Países Baixos, 2007- | Princesa Ariana dos Países Baixos, 2007- | Princesa Ariana dos Países Baixos, 2007- | Princesa Ariana dos Países Baixos, 2007- | Princesa Ariana dos Países Baixos, 2007- | Princesa Ariana dos Países Baixos, 2007- | | | condessa Eloise de Orange-Nassau, 2002-       | condessa Eloise de Orange-Nassau, 2002-       | condessa Eloise de Orange-Nassau, 2002-         | condessa Eloise de Orange-Nassau, 2002-         | condessa Eloise de Orange-Nassau, 2002-         | condessa Eloise de Orange-Nassau, 2002-         |                                                 |                                                 | conde Claus-Casimiro de Orange-Nassau, 2004- | conde Claus-Casimiro de Orange-Nassau, 2004- | conde Claus-Casimiro de Orange-Nassau, 2004-                 | conde Claus-Casimiro de Orange-Nassau, 2004-                 | conde Claus-Casimiro de Orange-Nassau, 2004-                 | conde Claus-Casimiro de Orange-Nassau, 2004-                 |                                                              |                                                              | condessa Leonor de Orange-Nassau, 2006- | condessa Leonor de Orange-Nassau, 2006- | condessa Leonor de Orange-Nassau, 2006-                                                                              | condessa Leonor de Orange-Nassau, 2006-                                                                              | condessa Leonor de Orange-Nassau, 2006-                                                                              | condessa Leonor de Orange-Nassau, 2006-                                                                              | | |                                                                           |                                                                           |                                                                          |                                                                          |                                                                                                   |                                                                                                   |                                                                                                   |                                                                                                   |                                                                                                   |                                                                                                   | | | | | | |